# Тель-Авів
Тель-Аві́в—Яфо́ (івр. תֵּל אָבִיב-יָפוֹ, араб. تل أبيب - يافا, назва міста після об'єднання Тель-Авіва і Яффи), скорочено Тель-Аві́в — друге за розміром і значенням місто Ізраїлю, після Єрусалима. Розташоване на узбережжі Середземного моря приблизно за 60 км на північний захід від Єрусалима. Населення міста — 405 100 осіб (2010). Тель-Авів є центром агломерації Ґуш-Дан із людністю в 3'800'100 осіб.
Тель-Авів був столицею Ізраїлю в травні 1948 — грудні 1949 року. У Тель-Авіві знаходиться міністерство оборони, а також Генеральний штаб.
6 грудня 2017 року Президент США Дональд Трамп офіційно визнав Єрусалим столицею Ізраїлю. Внаслідок рішення Трампа США перенесло своє посольство з Тель-Авіва до Єрусалиму.

## Історія

### Яффа
Археологічні розкопки датують основи будівлі башт і брам середньою бронзовою добою. Масивний мур міста і храм, що датується пізньою бронзою, пов'язаний із «народами моря». Знайдені окремі оселі з залізної доби, фараонської, перської і елліністичної діб історії Ізраїлю.
Місто вперше згадане в письмових джерелах у зв'язку із завоюванням фараона Єгипту Тутмоса III-ого 1470 року до Р. Х.
Яффа (Яфо) згадується кілька разів у Біблії:
- місце відправки пророка Йони на кораблі до Таршішу,
- для означення межі ізраїльського коліна Дана,
- як порт, через який доставлялася деревина з Лівану задля побудови Першого Храму в Єрусалимі за царя Соломона.

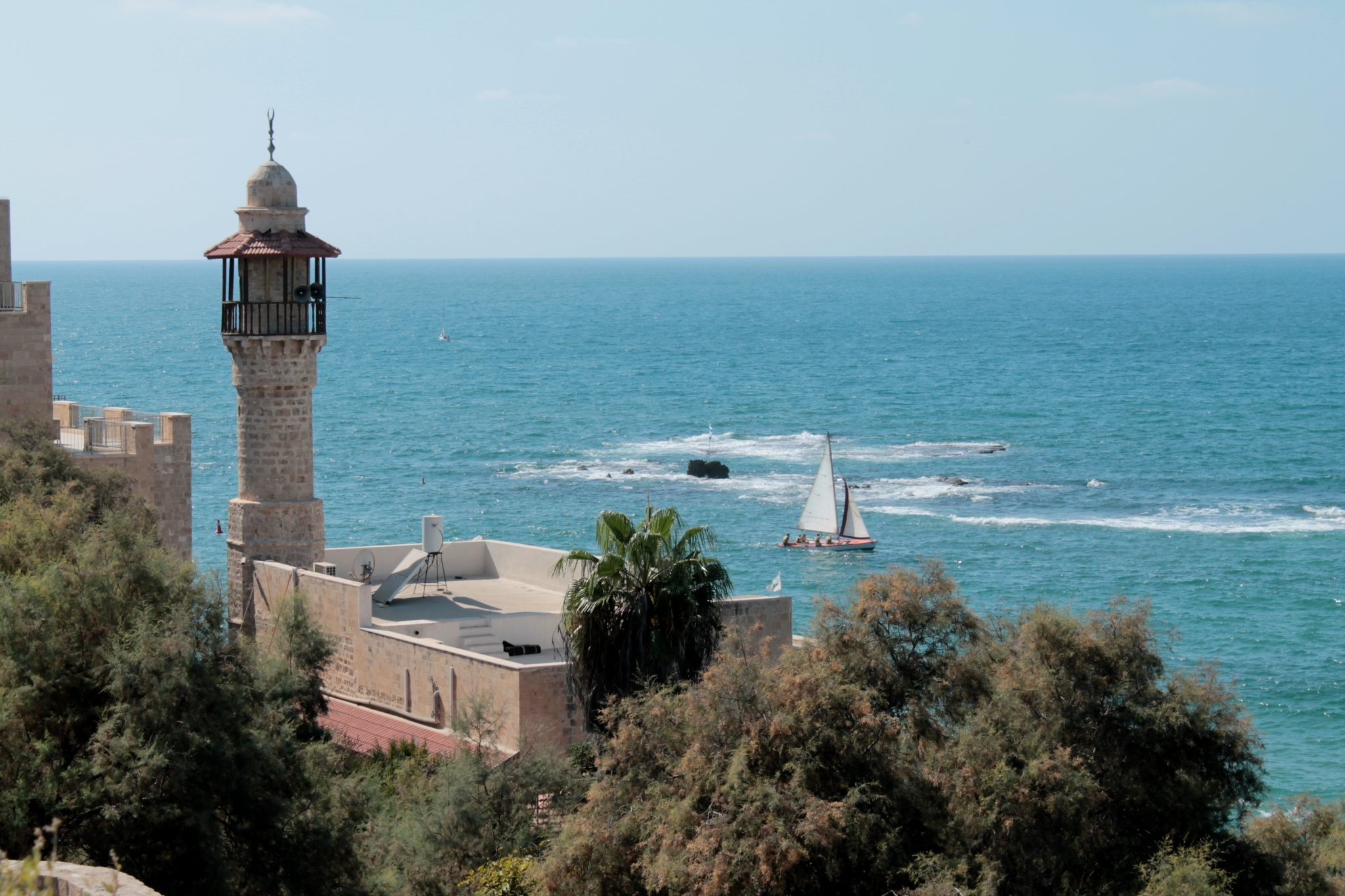
Стара Яффа

1099 року хрестоносці Першого хрестового походу взяли Яффу, що була залишена мусульманами. Місто було зміцнено, а гавань — поліпшена. Яффа була головним портом Єрусалимського королівства.
1192 року захоплена Саладином, але відтак відвойована Річардом Левове серце.
1268 року в місті закінчилася ера хрестоносців його взяттям і руйнуванням мамелюками султана Бейбарса.
У 16 сторіччі місто перейшло до Оттоманської імперії. 1799 року Наполеон Бонапарт узяв місто.
Населення міста становило 1806 року — 2500 мешканців, 1886 року — 17000. Єврейська громада Яффи 1882 року становила 1500 сефардів і ашкеназі.

### Тель-Авів
Місто Тель-Авів засноване 1909 року на викупленій у бедуїнів землі північніше Яффи.
Місто Тель-Авів-Яфо в теперішніх кордонах створене 1949 року шляхом злиття Тель-Авіва, фактично історичного передмістя стародавнього міста Яффа із Яффою.

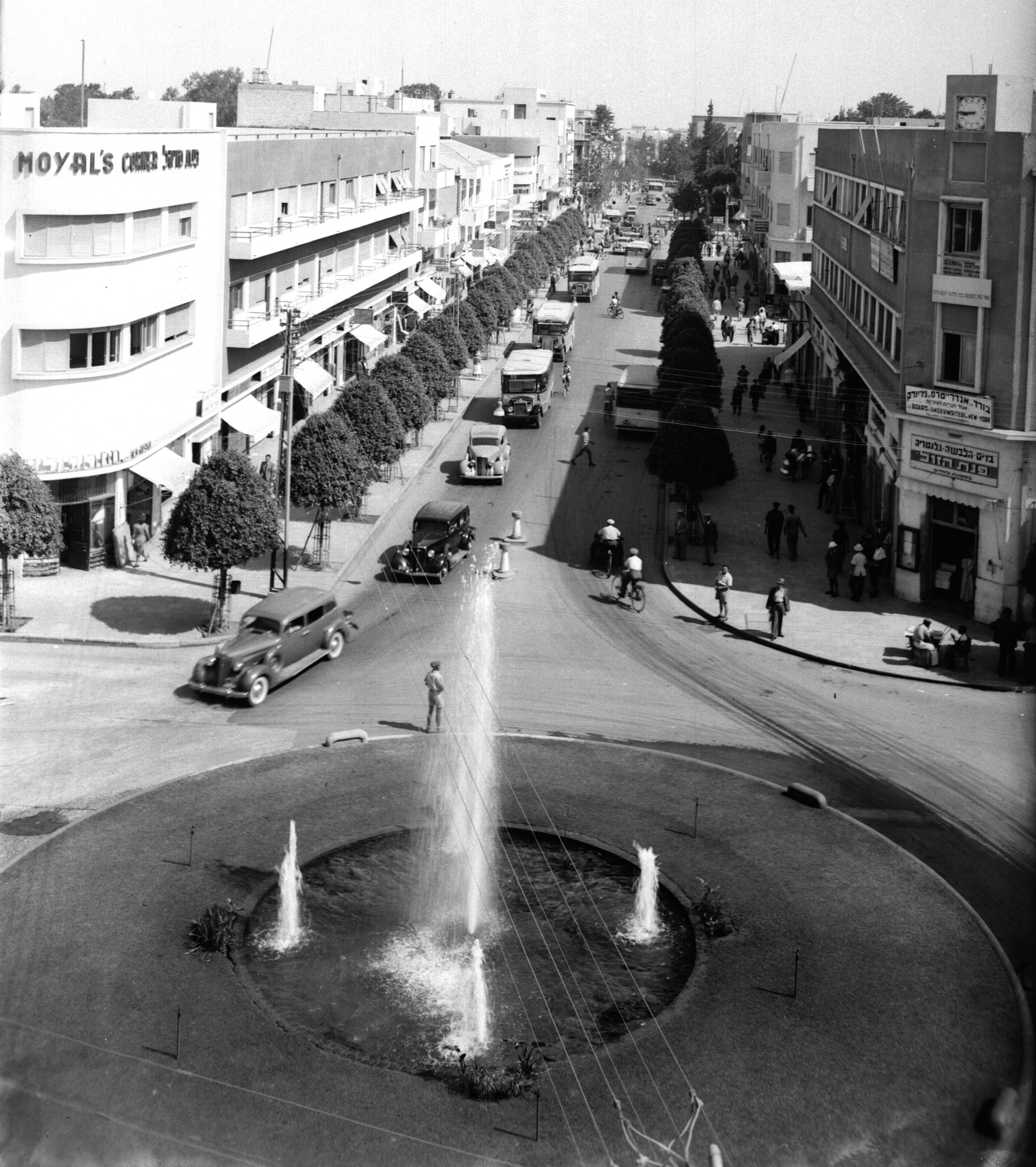
Тель-Авів у 1940

Місто стрімко розросталося і стало фактично центром єврейської громади Палестини. У 1948 році в Тель-Авіві, в будинку першого мера міста Меїра Дізенґофа на бульварі Ротшильда, Народна рада на чолі з Давидом Бен-Гуріоном проголосила утворення незалежної Держави Ізраїль. У Тель-Авіві вперше зібрався Кнесет (ізраїльський парламент), іменувався спочатку «Установчими зборами». Перші засідання проходили в Тель-Авівському музеї, коли останній ще розташовувався в Будинку Дізенґоф на бульварі Ротшильд.
Тель-Авів став економічним центром країни, поступово зростаючись з навколишніми містами. Все узбережжя Середземного моря на північ від Тель-Авіва на 50 км (аж до Хадери) — це суцільна міська забудова. Узбережжя на південь від Тель-Авіва являє собою також суцільну міську забудову, яка спочатку називається Яффа, потім Бат-Ям і далі Рішон-ле-Ціон.
Тель-Авів є вкрай еклектичним. Сучасні хмарочоси вздовж швидкісного шосе Аялон співіснують з одно-двоповерховою забудовою першої половини XX століття в районі Неве-Цедек, багаті райони північного Тель-Авіва — з нетрями старої Таха Мерказіт (міського автовокзалу), готелі та ресторани на набережній Середземного моря — з офісами ділових і технологічних центрів.

## Назва
З єврейської мови Тель-Авів означає «Пагорб весни». Назва була обрана з книги пророка Єзекіїль 3:15:
«І прийшов я до вигнанців в Тел-Авіві, що сидять при річці Кевар, і там, де вони сидять, сидів і я там серед них сім день остовпілий.»
Назва Яфо може походити від гебрейського «краса», або за іншою теорією — від імені Яфет.

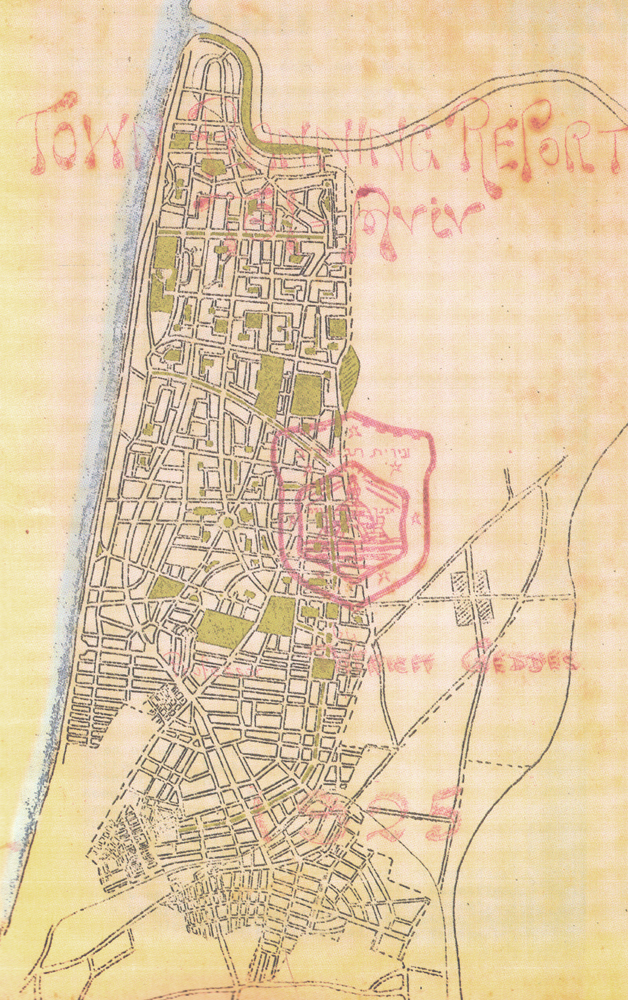
Генеральний план Тель-Авіва 1925 року розроблений Патриком Ґеддесом

## Клімат
Субтропічний середземноморський; середньорічна температура +20 °C, середньодобова температура січня +13 °C, липня — +26 °C. Щорічних опадів — 530 мм.
Сніг виключно рідкісний, останній снігопад спостерігався в лютому 1950 року. Літо тривале і спекотне. Найтепліший місяць — серпень. Його середня температура +27,0 °C, однак періоди сильної спеки більше характерні для весни, коли температура може досягати +45 °C в тіні і вище. Опади в період з листопада по березень.
| Клімат Тель-Авіва (1916–2007)                                                                          | Клімат Тель-Авіва (1916–2007) | Клімат Тель-Авіва (1916–2007) | Клімат Тель-Авіва (1916–2007) | Клімат Тель-Авіва (1916–2007) | Клімат Тель-Авіва (1916–2007) | Клімат Тель-Авіва (1916–2007) | Клімат Тель-Авіва (1916–2007) | Клімат Тель-Авіва (1916–2007) | Клімат Тель-Авіва (1916–2007) | Клімат Тель-Авіва (1916–2007) | Клімат Тель-Авіва (1916–2007) | Клімат Тель-Авіва (1916–2007) | Клімат Тель-Авіва (1916–2007) |
| Показник                                                                                               | Січ.                          | Лют.                          | Бер.                          | Квіт.                         | Трав.                         | Черв.                         | Лип.                          | Серп.                         | Вер.                          | Жовт.                         | Лист.                         | Груд.                         | Рік                           |
| Абсолютний максимум, °C                                                                                | 26,8                          | 29,6                          | 35,2                          | 40,4                          | 46,5                          | 37,6                          | 37,4                          | 34,4                          | 35,4                          | 38,4                          | 35,3                          | 27,9                          | 46,5                          |
| Середній максимум, °C                                                                                  | 17,5                          | 17,7                          | 19,2                          | 22,8                          | 24,9                          | 27,5                          | 29,4                          | 30,2                          | 29,4                          | 27,3                          | 23,4                          | 19,2                          | 24,04                         |
| Середня температура, °C                                                                                | 13                            | 13,8                          | 15,4                          | 18,6                          | 21,1                          | 24,1                          | 26,2                          | 27                            | 26                            | 23,2                          | 19                            | 15,2                          | 20,3                          |
| Середній мінімум, °C                                                                                   | 9,6                           | 9,8                           | 11,5                          | 14,4                          | 17,3                          | 20,6                          | 23                            | 23,7                          | 22,5                          | 19,1                          | 14,6                          | 11,2                          | 16,44                         |
| Абсолютний мінімум, °C                                                                                 | 2,5                           | −1,9                          | 3,5                           | 7                             | 11,2                          | 15                            | 19                            | 20                            | 15,7                          | 11,6                          | 6                             | 4                             | −1,9                          |
| Середня кількість сонячних годин на місяць                                                             | 192,2                         | 205,9                         | 235,6                         | 270                           | 328,6                         | 357                           | 368,9                         | 356,5                         | 300                           | 279                           | 234                           | 189,1                         | 3316,8                        |
| Норма опадів, мм                                                                                       | 126.9                         | 90.1                          | 60.6                          | 18                            | 2.3                           | 0                             | 0                             | 0.7                           | 1.4                           | 26.3                          | 79.3                          | 126.4                         | 532                           |
| Днів з дощем                                                                                           | 12,8                          | 10                            | 8,5                           | 3,1                           | 0,8                           | 0                             | 0                             | 0,3                           | 0,3                           | 3,2                           | 7,5                           | 10,9                          | 57,4                          |
| Вологість повітря, %                                                                                   | 73                            | 71                            | 69                            | 65                            | 68                            | 70                            | 70                            | 70                            | 67                            | 66                            | 66                            | 72                            | 68.9                          |
| --- | ----------------------------- | ----------------------------- | ----------------------------- | ----------------------------- | ----------------------------- | ----------------------------- | ----------------------------- | ----------------------------- | ----------------------------- | ----------------------------- | ----------------------------- | ----------------------------- | ----------------------------- |
| Джерело: Ізраїльська метеорологічна служба, Гонконзька обсерваторія — дані про кількість сонячних днів |                               |                               |                               |                               |                               |                               |                               |                               |                               |                               |                               |                               |                               |

## Населення
За даними Центрального статистичного бюро Ізраїлю, населення на початок 2018 року становило 443 939 осіб.
Тель-Авів є другим (після Єрусалиму) за величиною містом країни, але обганяє його в рейтингу глобальних міст. Разом з передмістями міської агломерації, що має назву «Гуш-Дан» (גוש דן), тут проживає близько 3,5 млн осіб, 91,6 — євреї, 3,0 — араби-мусульмани і 0,9 — араби-християни; 4,5 — всі інші категорії жителів. Гуш-Дан, крім Тель-Авіва, має у своєму складі міста Холон, Бат-Ям, Рамат-Ган, Бней-Брак, і тд. Навколо Гуш-Дана існує також наступне кільце практично безперервної міської забудови, утворене зрощеними містами.

## Господарство

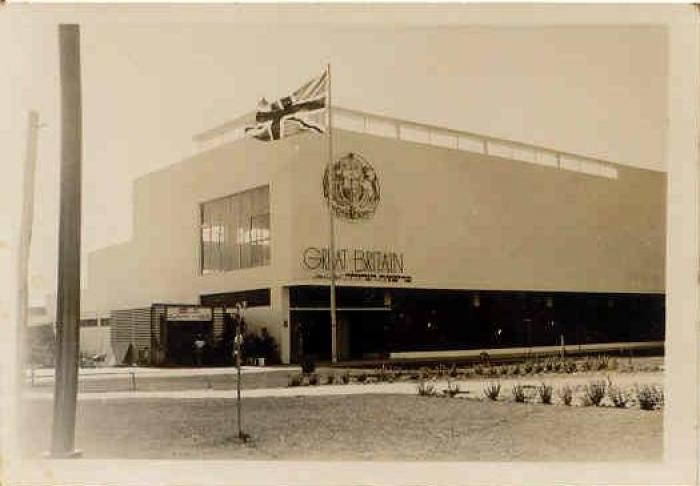
Міжнародний торговельний ярмарок — Левант Ярмарок, 1934 — Британський павільйон

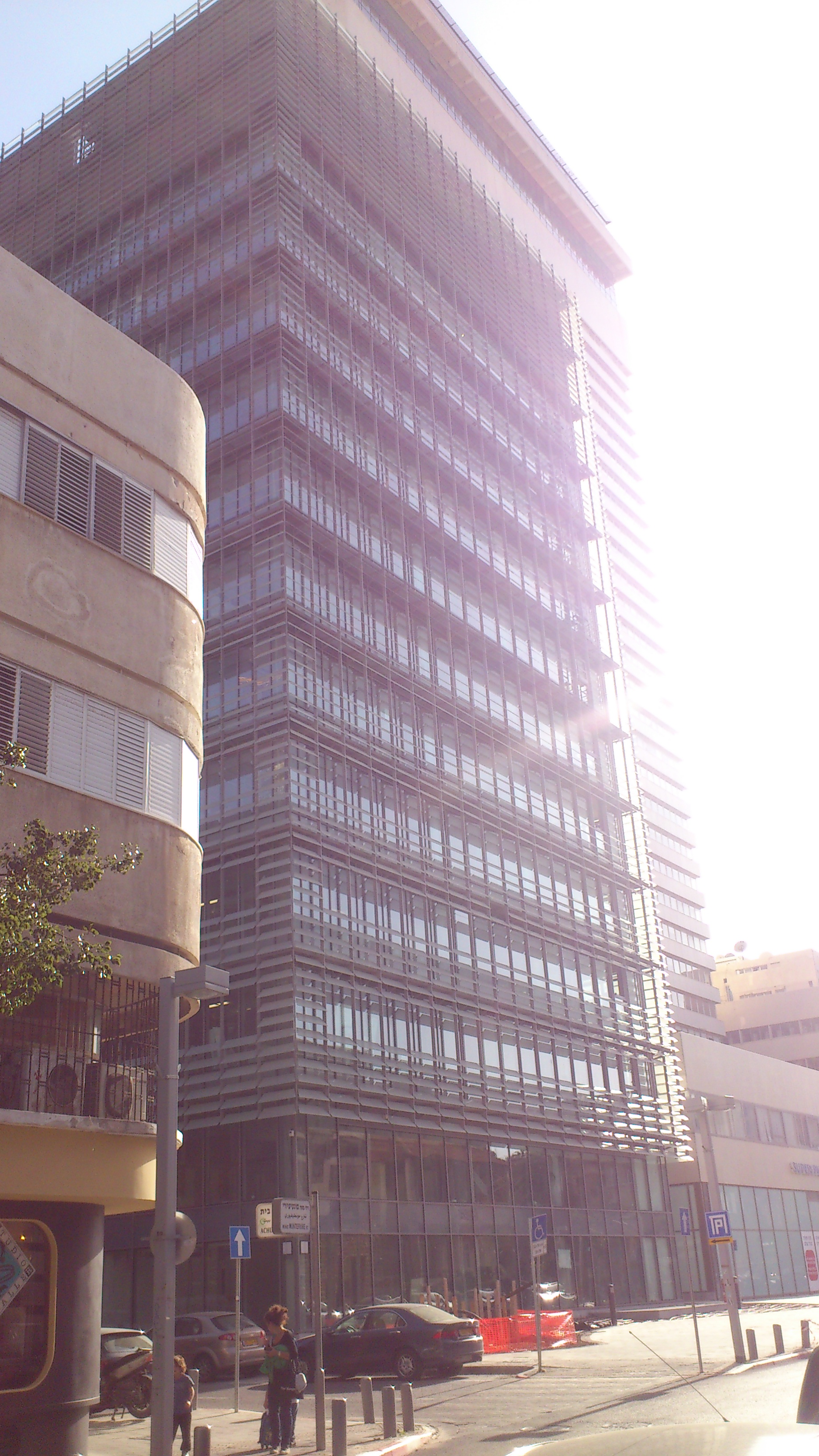
Тель-Авівська фондова біржа

Тель-Авів є центром постіндустріальної, глобальної економіки Ізраїлю. Його домінування в економічному житті Ізраїлю чітко проявляється в тому, що, хоча в Тель-Авіві проживає лише невелика частина ізраїльського населення, в місті зосереджена майже одна шоста всіх робочих місць Ізраїлю (15 %). Крім того, близько двох п'ятих всіх робочих місць в банківському, страховому та фінансовому секторах єкономіки знаходяться в Тель-Авіві. Майже всі банки і страхові компанії, що діють в країні, мають штаб-квартири в місті.
Великий Тель-Авів — провідний центр роздрібної та оптової торгівлі. Туризм також є досить значним сектором економіки, проте Тель-Авів не є головним туристичним напрямком Ізраїлю. Виробничий сектор скоротився через перенесення виробничих потужностей в периферійні регіони, в той же час Великий Тель-Авів зберіг свою роль інноваційного, високотехнологічного промислового центру.
Вага міста в економіці Ізраїлю: 17 % ВВП, 40 % працівників у фінансовому секторі, 25 % працюючих у підприємництві. У Тель-Авіві знаходиться Тель-Авівська фондова біржа (TASE).

## Транспорт
Тель-Авів є найважливішим транспортним вузлом Ізраїлю, головним пересадковим пунктом для всіх ліній ізраїльських залізниць і автобусних компаній.
- Залізничний транспорт — Тель-Авів є центром системи залізниць Ізраїлю. Магістраль проходить уздовж східного кордону міста з півночі на південь. Із чотирьох залізничних станцій міста («Тель-Авів — Університет», «Тель-Авів - Савідор Мерказ», «Тель-Авів — Га-Шалом», «Тель-Авів — Га-Гаґана») потяги прямують на південь: (Ашдод, Ашкелон, Беер-Шева), в Єрусалим, Лод, Петах-Тікву і Рішон-ле-Ціон. Цілодобово ходять потяги на північ: (Хайфа, Нагарія), а також в Аеропорт імені Давида Бен-Гуріона і Модіїн.
- Автобусний транспорт — міський транспорт в Тель-Авіві здійснюється кооперативом «Дан», також є міські лінії компаній «Егед» і «Кавім», що з'єднують Тель-Авів з найближчими передмістями. Міжміський транспорт здійснюється компанією «Егед» з двох автобусних терміналів — станції Арлозоров у північній частині міста (неподалік залізничного вокзалу Тель-Авів-Центр) і центральної автостанції в південній частині міста (сьогодні є другим найбільшим автовокзалом у світі).
- Метро — тривають роботи з прокладання першої лінії легкого метро за маршрутом Бат-Ям — Яффо — Тель-Авів — Рамат-Ґан — Бней-Брак — Петах-Тіква. Відкриття лінії заплановане на 2013 рік.
- Повітряне сполучення — Аеропорт імені Давида Бен-Гуріона знаходиться на віддалі 10 км від Тель-Авіва, неподалік передмістя Лод, і є головними повітряними воротами Ізраїлю. В межах міста функціонує також міський аеропорт ім. Дова Гоза («Сде-Дов»), що обслуговує внутрішні рейси в Ейлат, Рош-Пінну, Кір'ят-Шмона і Ейн-Ягав, а також військові транспортні рейси на авіабази ВПС Ізраїлю.
- Автомобільний транспорт — через Тель-Авів проходять різні автомобільні дороги, найважливішою з яких є автомагістраль Шосе Аялон (шосе № 20), що проходить через східну частину міста з півночі на південь уздовж русла однойменної річки і має 7 розв'язок на території міста. Щодня випробовуючи наплив півмільйона автомобілів, Тель-Авів страждає від транспортного перенасичення.

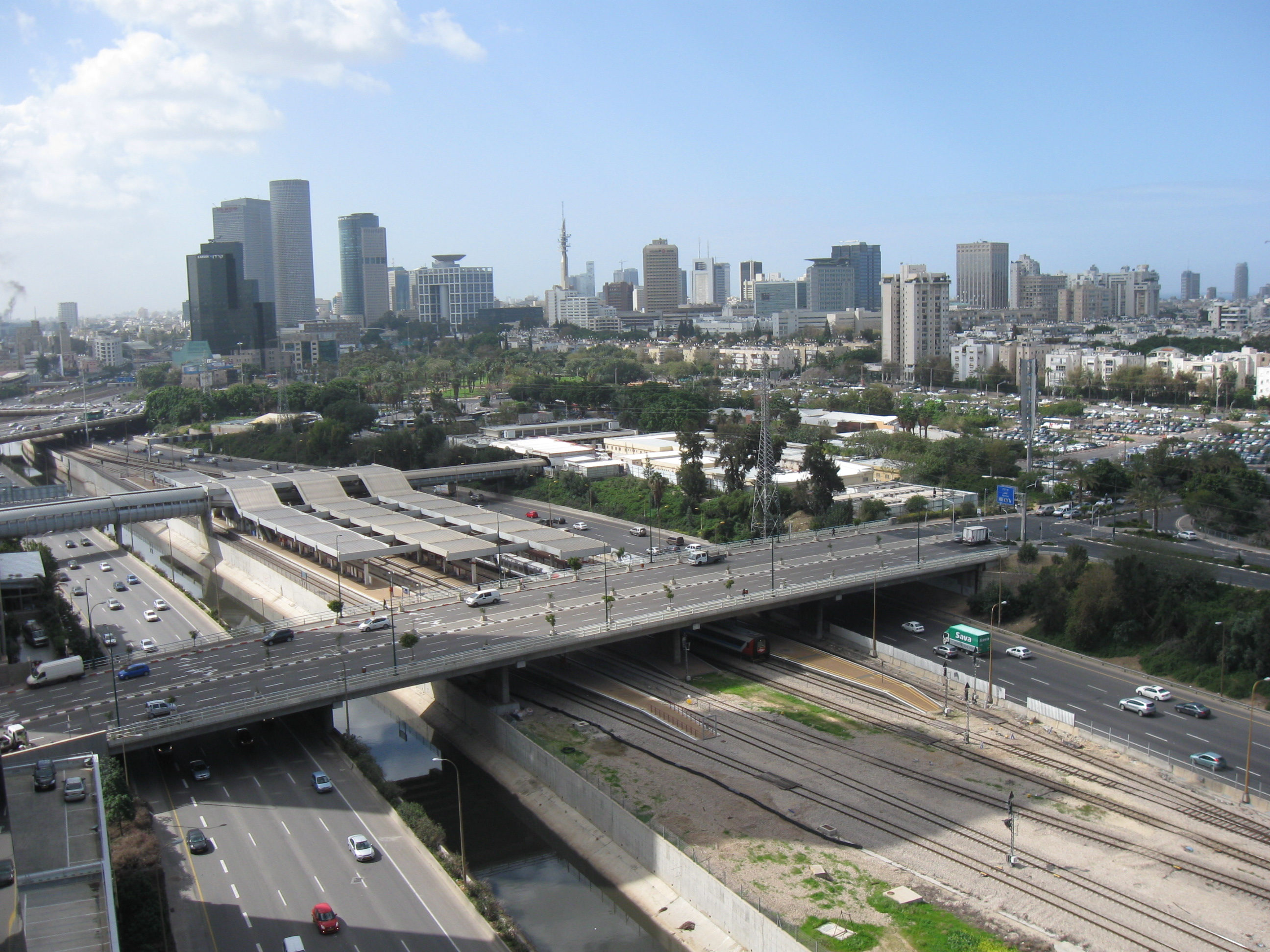
Шосе Аялон у районі Станції Тель-Авів Савідор Мерказ, центральной залізничной станції Тель-Авіва
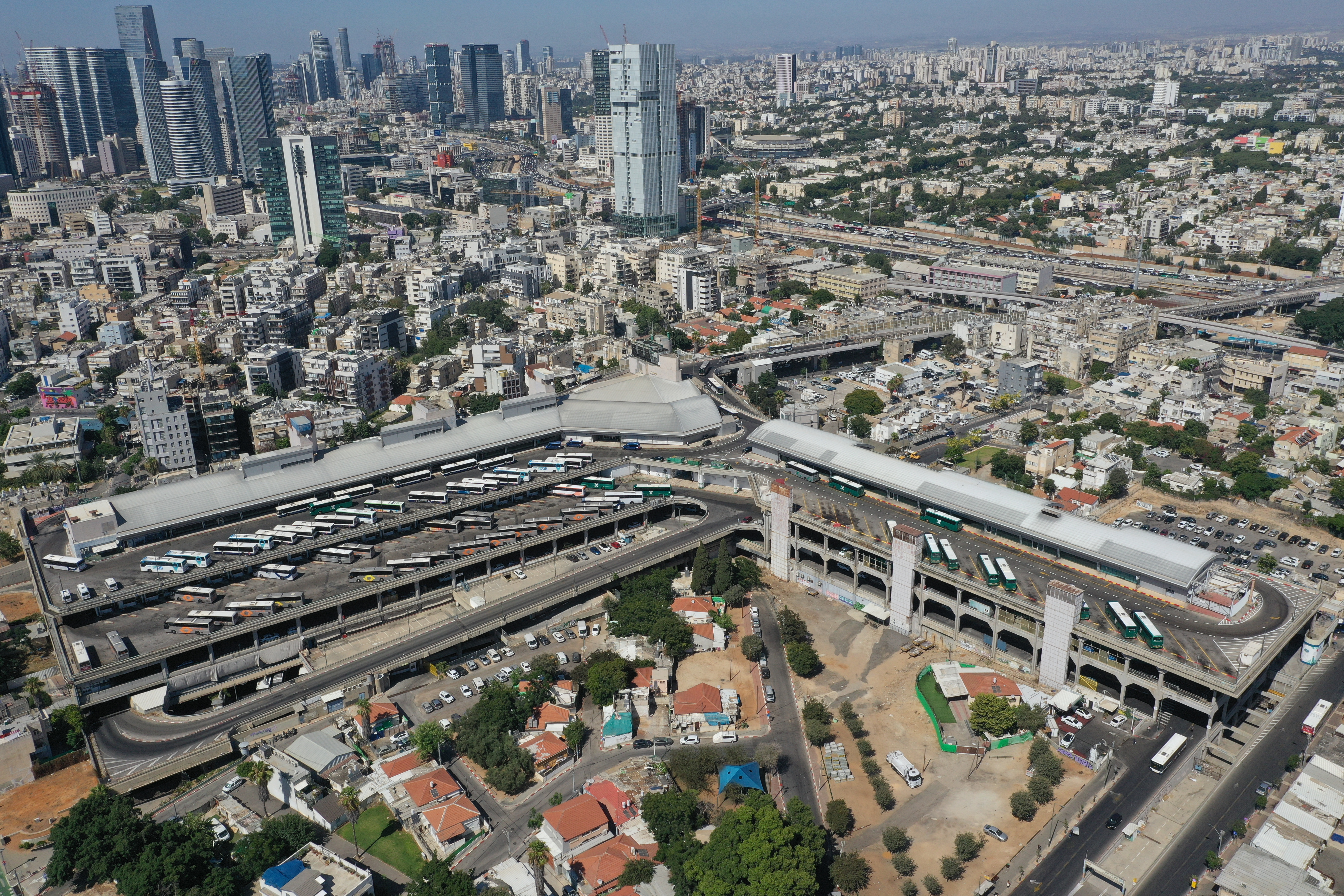
Центральна автобусна станція Тель-Авіва
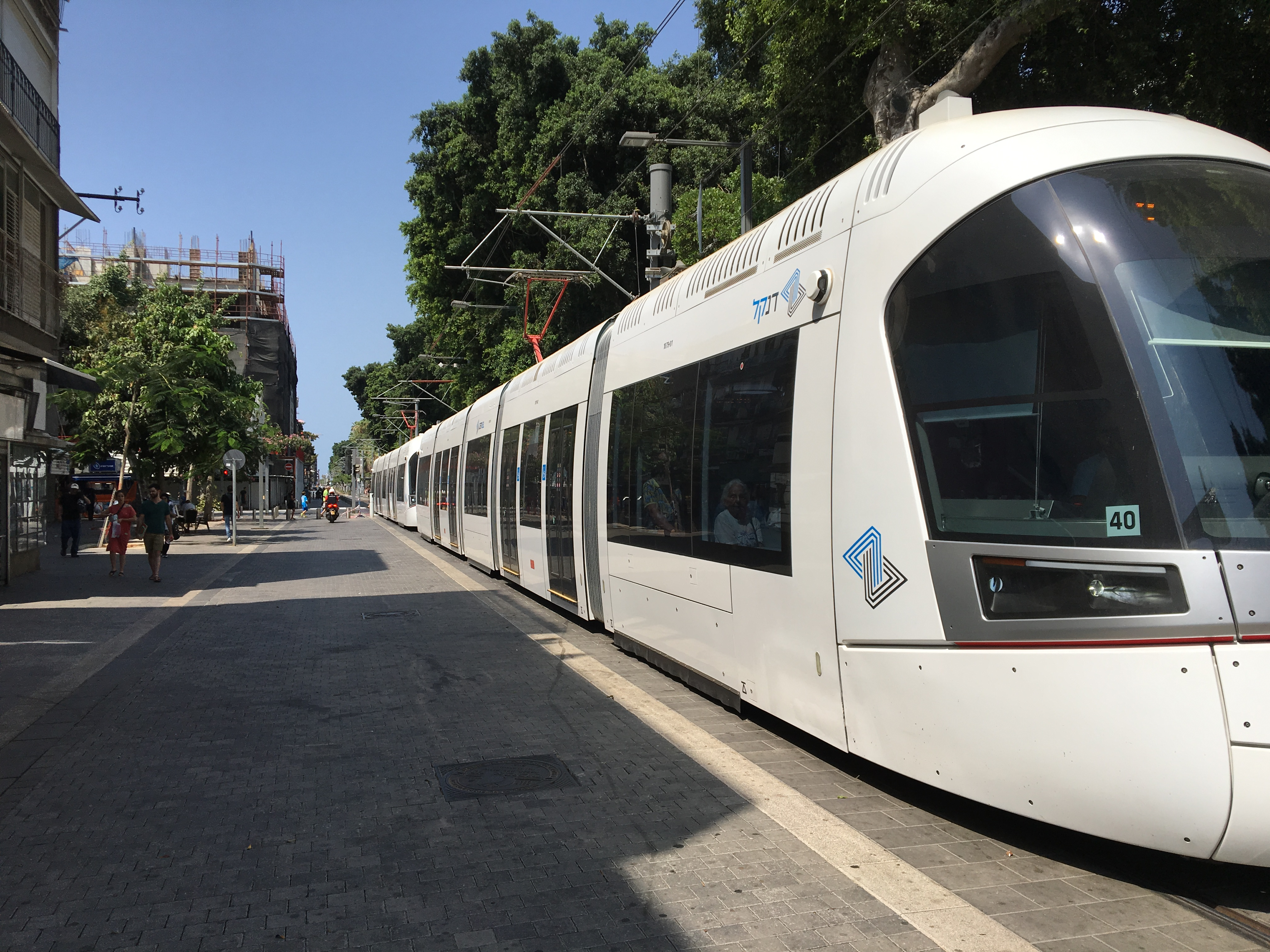
Поїзд Червоної лінії Тель-Авівського метротрама

## Туризм

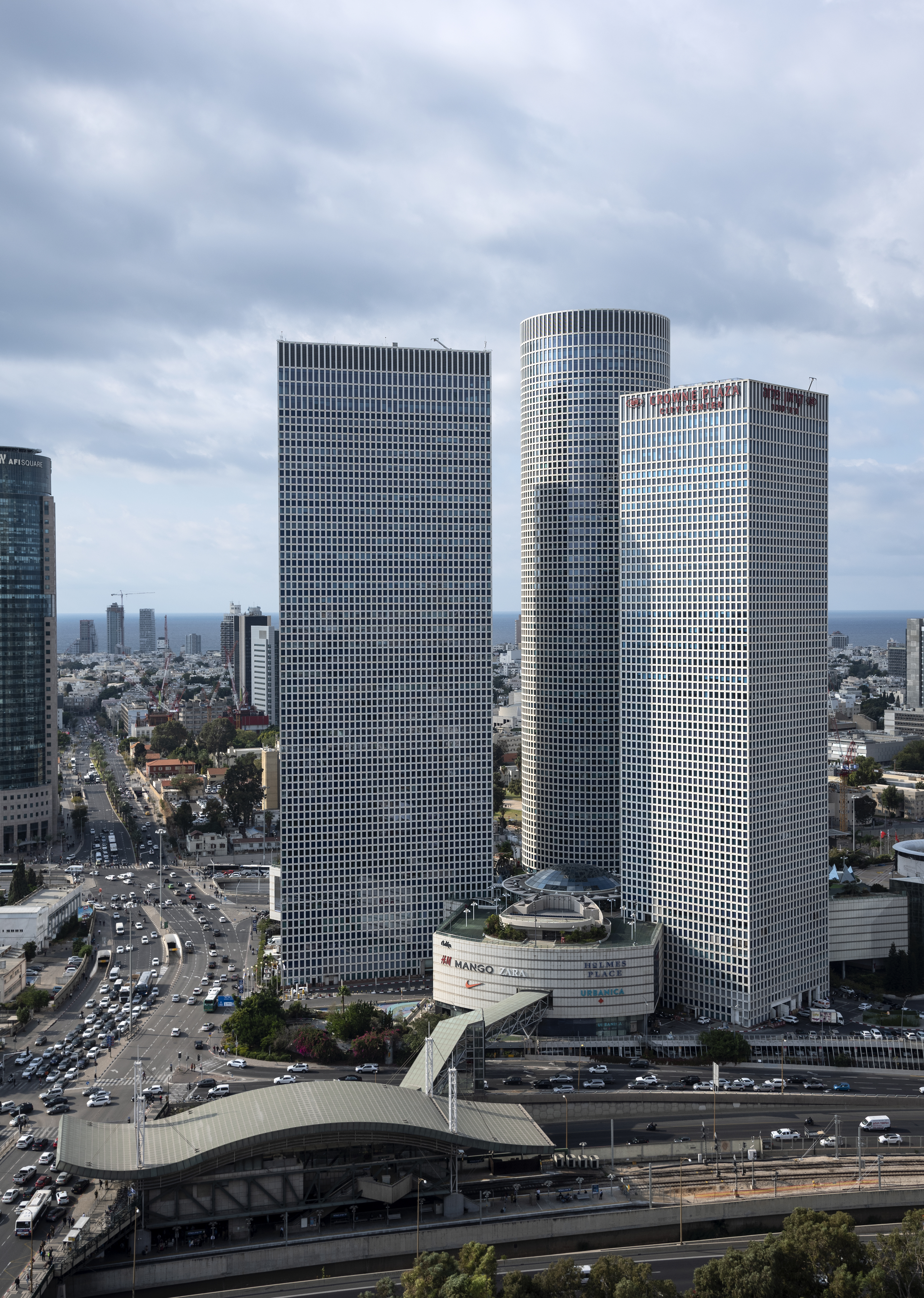
Центр Азріелі

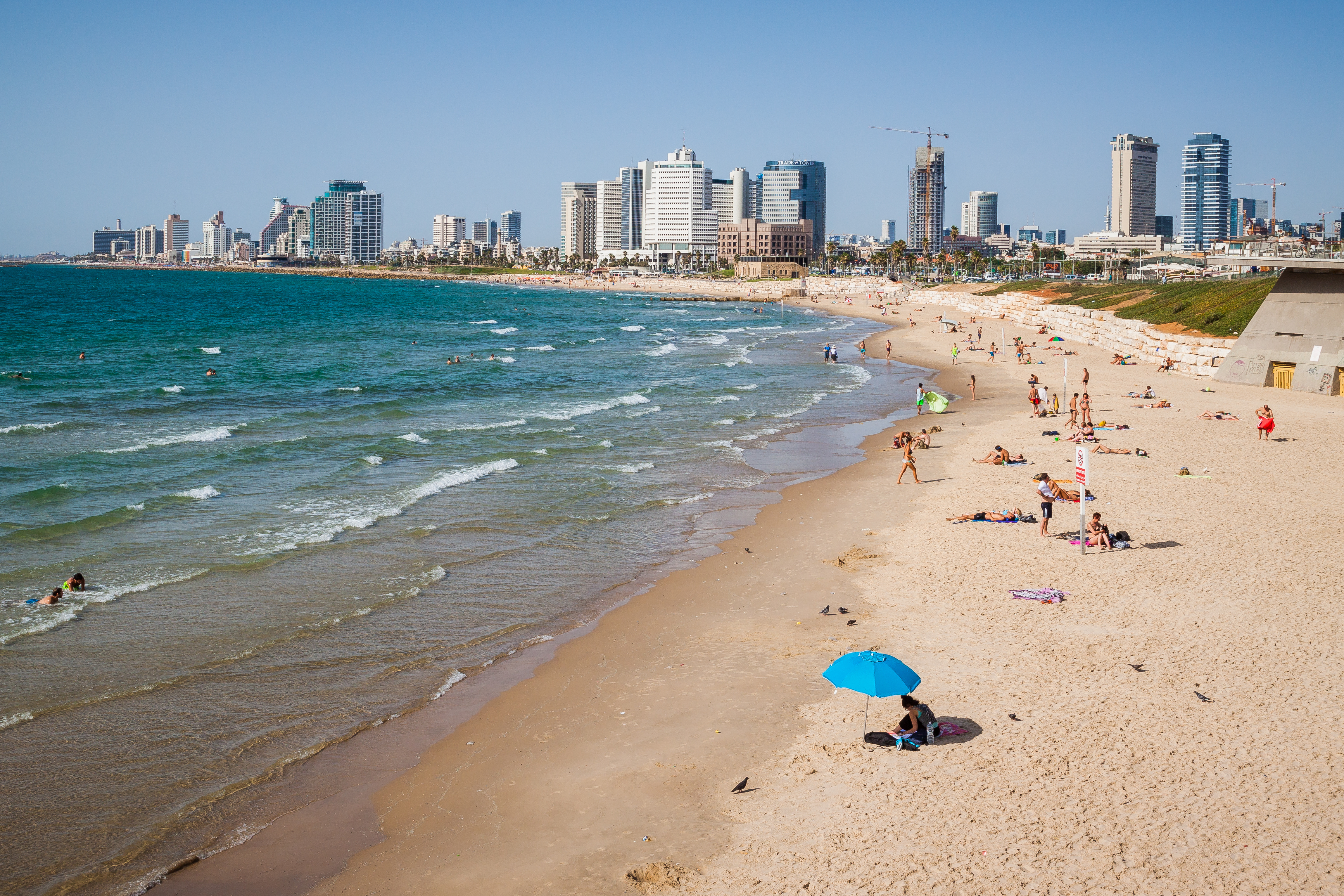
Один з пляжів старої Яффи

Тель-Авів — міжнародний центр туризму на Середземному морі. У місті 44 готелі з 5800 кімнатами. Для туристів місто прозване «містом, що ніколи не спить».
Милують око парки га-Яркон, Меїр, Дубнов, Беґін, Вольфсон, га-Ацмаут; існує мережа бульварів. 17 % міста вкрито насадженнями.
Одним з головних туристичних об'єктів є Бульвар Ротшильдів
Музеї: музей Ерец-Їсраель (археологічний і історичний музей), Тель-Авівський музей мистецтв, Бейт-га-Тфуцот (музей діаспори при Тель-Авівському університеті), музей Батей-га-Осеф (військово-історичний музей), музей Пальмах (історія виборювання незалежности Ізраїлю за часів Британського мандату), Тель-Авівський виставковий центр, Тель-Авівська галерея сучасного мистецтва, і багато інших історичних, мистецьких музеїв і галерей.

## Освіта
Освіта в Тель-Авіві розпочалася з переїзду гімназії «Герцлія» з Яффо у Тель-Авів у 1909 році, що досі працює на вулиці Жаботинського.
У двох ВИШ-ах: Тель-Авівському університеті (заснований 1953 року) і Бар-Іланському університеті у Рамат-Гані навчається близько 50 тис. студентів. Також діє кілька коледжів.

## Культура
Тель-Авів є батьківщиною сучасного івриту та головним центром сучасної івритської культури. Більшість театрів Ізраїлю базується тут. У місті розташований національний театр Ізраїлю Габіма, перший у світі івритомовний театр, та Нова ізраїльська опера.
Більшість редакцій щоденних газет на івриті, крім обслуговуючих релігійну аудиторію, знаходяться в Тель-Авіві.
Тель-Авів має розгалужену мережу міських публічних бібліотек (понад двадцять). Центральна бібліотека Тель-Авіва, Бейт Аріель, заснована в 1886 році, є найстарішою бібліотекою Ізраїлю, її книжкові фонди налічують понад півмільйона примірників. Користування бібліотекою безкоштовне для жителів міста.

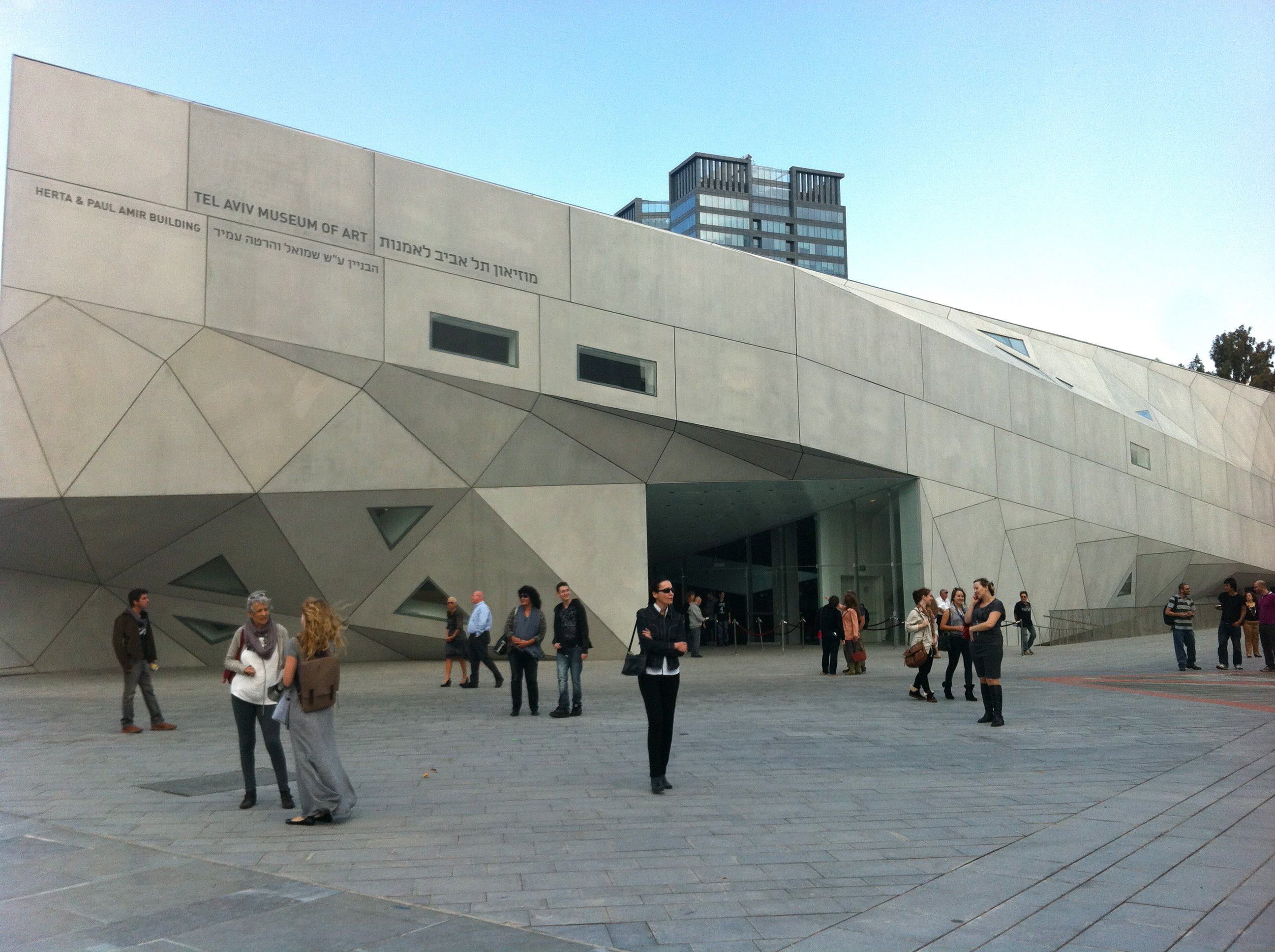
Тель-Авівський музей образотворчих мистецтв

Тель-Авівський музей образотворчих мистецтв — найбільш відомий з кількох десятків тель-авівських музеїв. Концерти, вистави та вистави проходять в численних концертних залах, серед яких Палац культури ім. Манна, Центр сценічних мистецтв ім. Голди Меїр, Центр Сюзан Даллаль, театр «Цавта» і Будинок сіоністів Америки. Крім цього, на вулицях Тель-Авіва можна знайти безліч чудових графіті як ізраїльських, так і зарубіжних художників.
Однією з цікавих будівель Тель-Авіва є «Будинок-Пагода», побудований в 1925 році за проектом Олександра Леві. Тель Авів також є містом масової забудови будинками в стилі баугауз.

#### ЛГБТ в Тель-Авіві
Будучи найполярнішим, за версією «Американських Авіаліній», «містом для ЛГБТ-громади», Тель-Авів є одним з найпопулярніших місць для туристів ЛГБТ на міжнародному рівні з великою ЛГБТ-громадою.
Американський журналіст Девід Кауфман описав місто, в якому багато тих «які не бояться вирізнятись», що більш притаманно таким містам як Сідней чи Сан-Франциско.
У місті проходить знаменитий парад гордості, найбільший в Азії, щорічно залучаючи більше 200 000 осіб. У січні 2008 року муніципалітет Тель-Авіва заснував громадський центр міста ЛГБТ, надаючи всі муніципальні і культурні послуги ЛГБТ-спільноти під одним дахом. У грудні 2008 року у Тель-Авіві почали організовувати групу геїв-спортсменів для World Outgames 2009 у Копенгагені. Крім того, в Тель-Авіві проходить щорічний фестиваль фільмів ЛГБТ.
ЛГБТ община Тель-Авіва є головною темою фільму Ейтана Фокса «Бульбашка», знятого 2006 року.

## У рейтингу найдорожчих міст для життя у світі
Відповідно до рейтингу найдорожчих міст для життя у світі, у 2020 році посідав 5 місце в рейтингу. У 2021 році він очолив цей рейтинг, та став найдорожчим містом для життя у світі.
Підйом Тель-Авіва в рейтингу частково був спричинений зміцненням національної валюти — шекелю — щодо долара, а також зростанням цін на транспорт і продукти.

## Відомі люди

### Уродженці Тель-Авіва
- Йорам Канюк — ізраїльський письменник, художник, журналіст і театральний критик (народився і виріс у Тель-Авіві).
- Езер Вейцман (1924—2005) — ізраїльський військовий та державний діяч, президент Ізраїлю від 1993 до липня 2000 року.
- Іван Атталь (1965) — французький актор, режисер та сценарист.
- Джуда Перл (1936) — американський та ізраїльський науковець.
- Натан Зайберг (1956) — ізраїльський та американський фізик-теоретик.
- Іцхак Перлман (1945) — ізраїльський скрипаль, диригент і педагог.
- Noa (1969) — ізраїльська естрадна співачка й автор пісень.

## Галерея

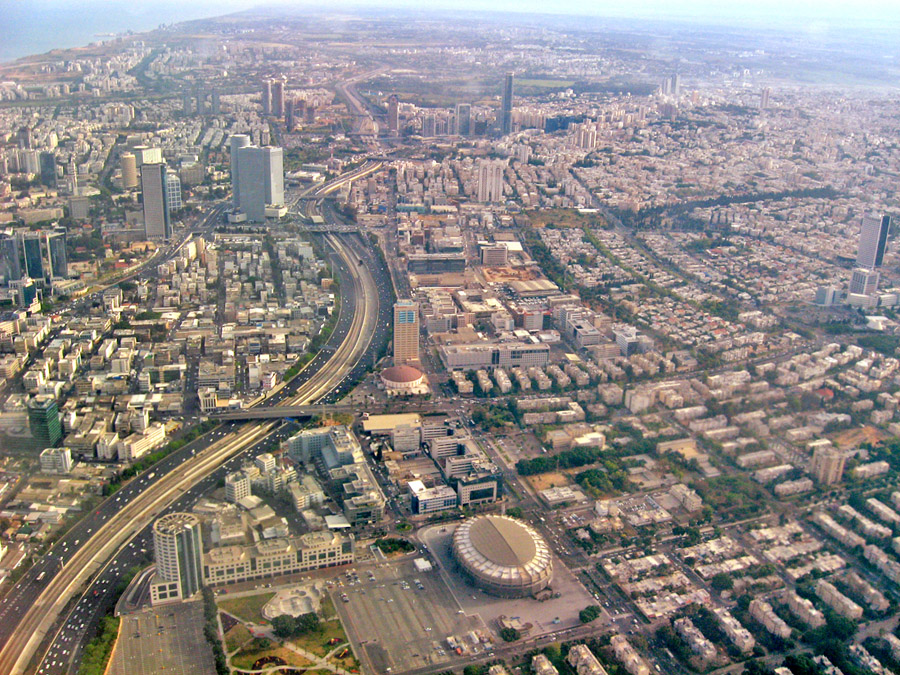
Шосе Аялон
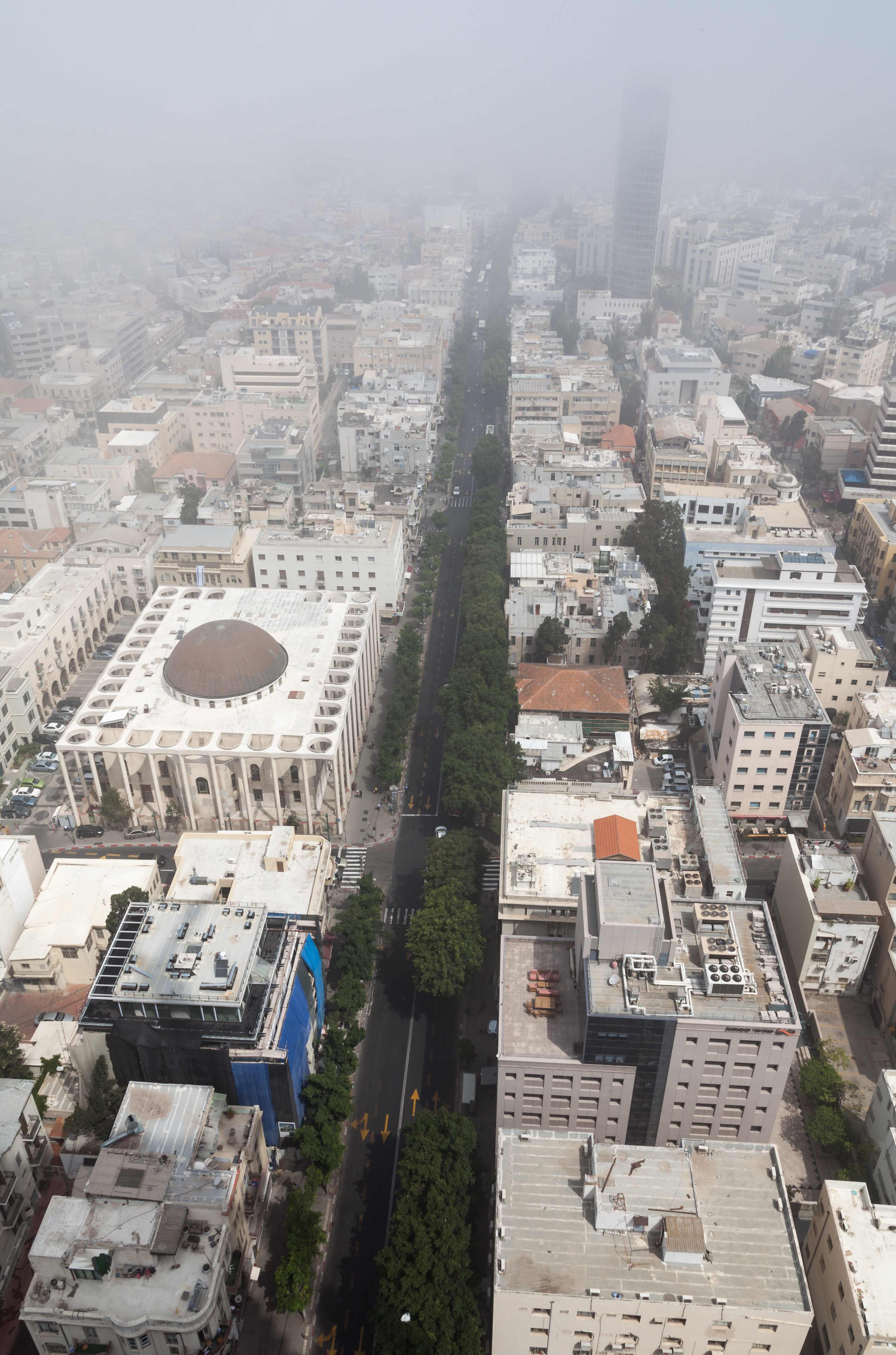
Вулиця Алленбі
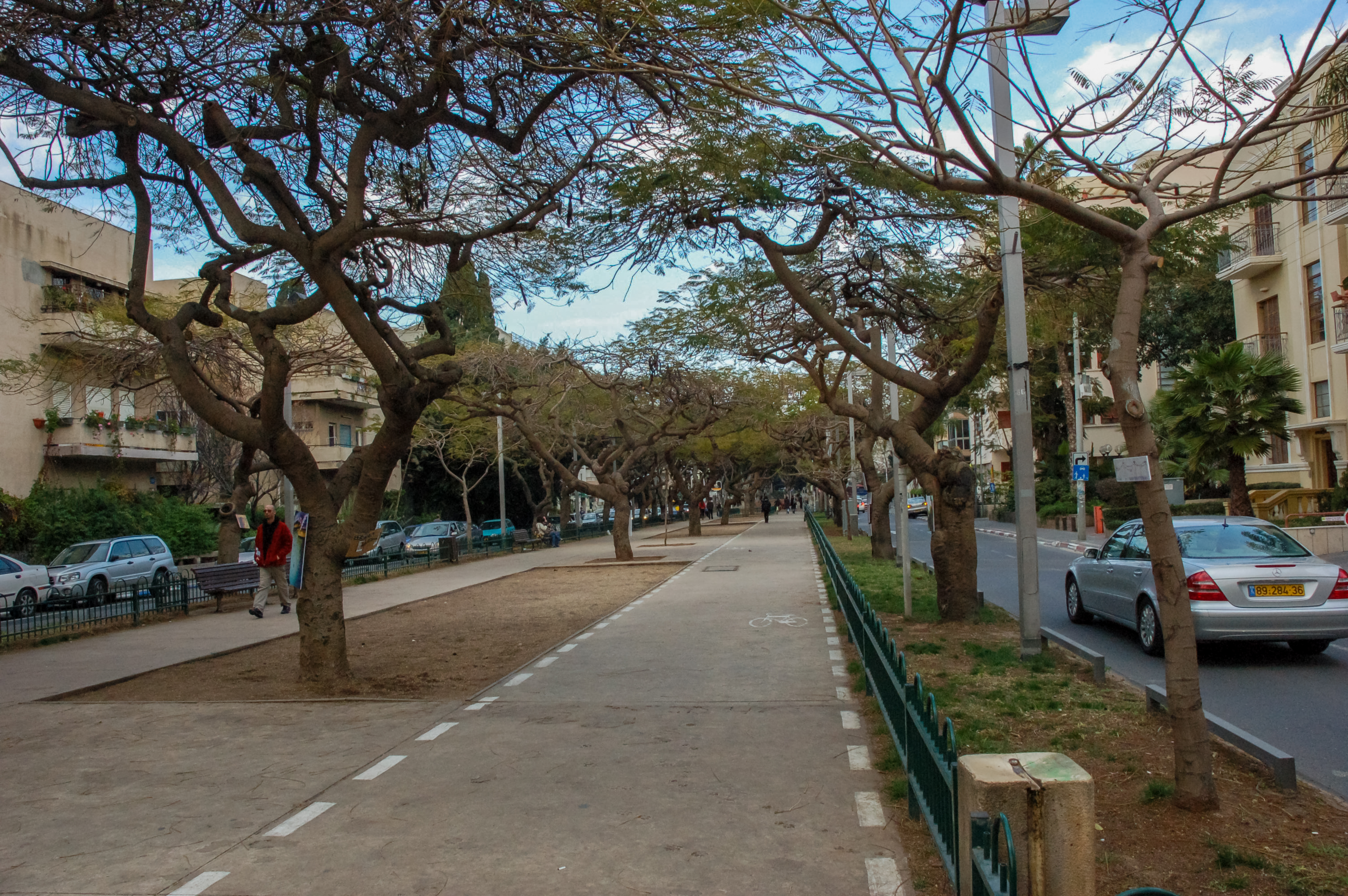
Бульвар Ротшильдів
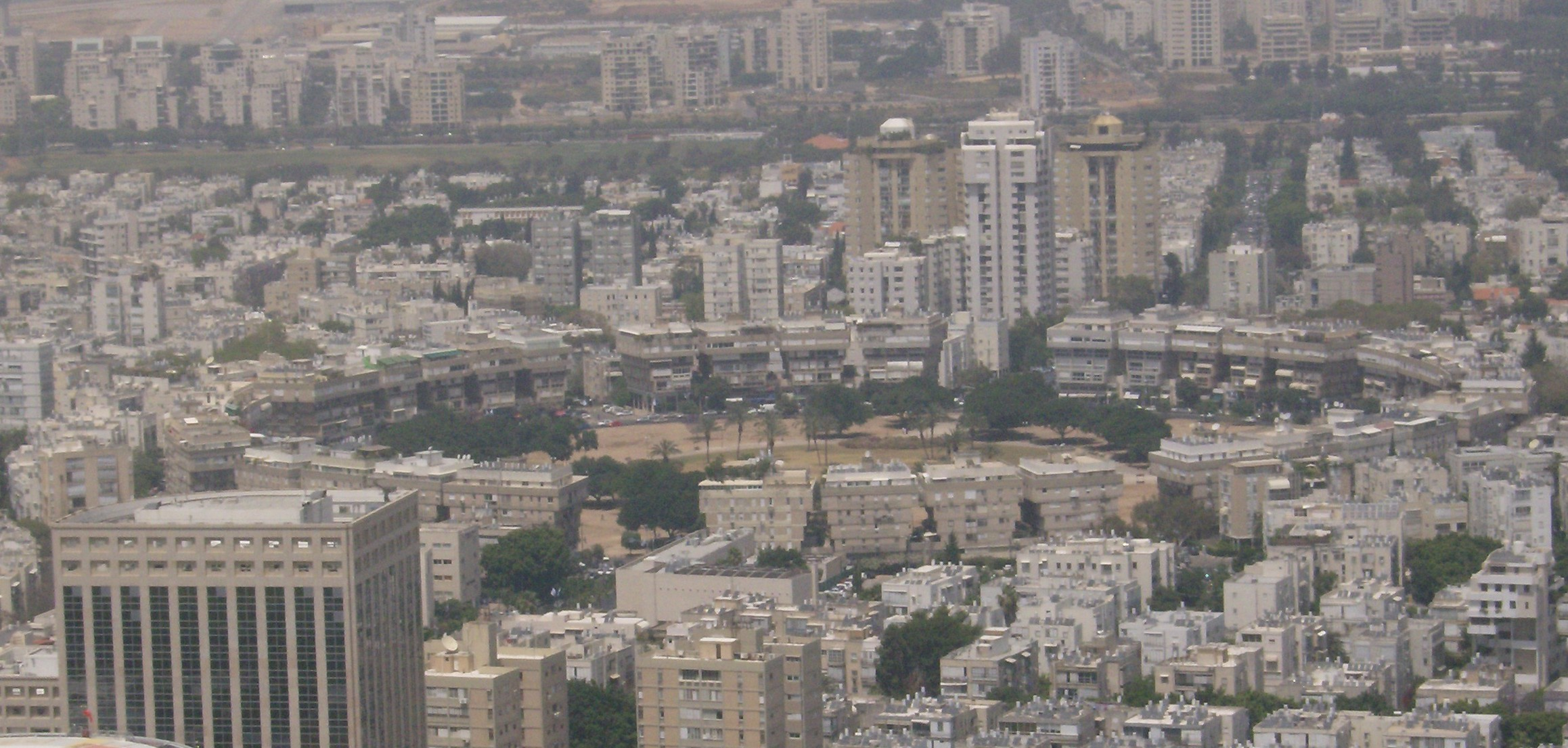
Площа ха-Медіна, найбільша площа Ізраїлю.
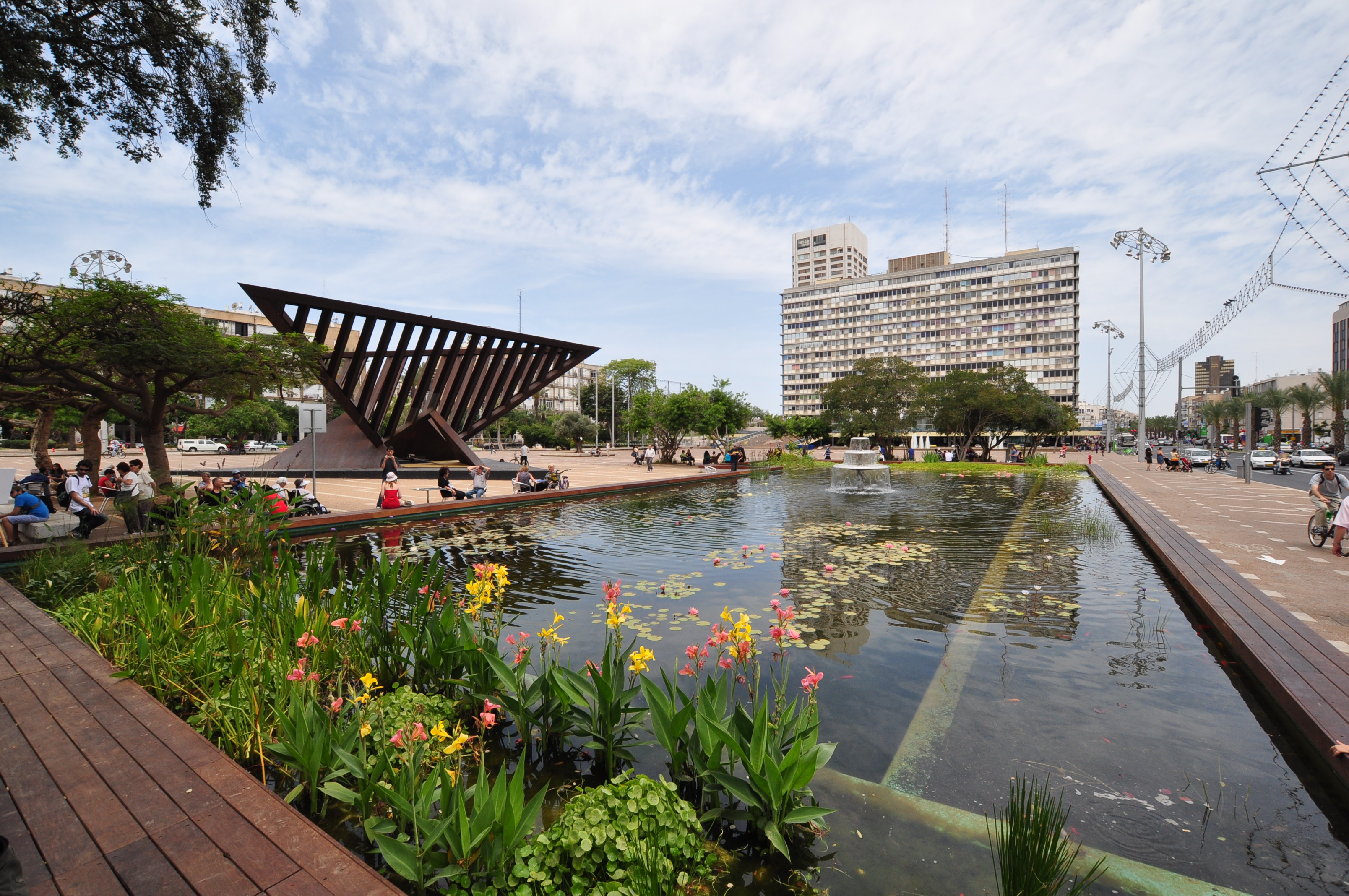
Площа Іцхака Рабина і будівля Мерії міста
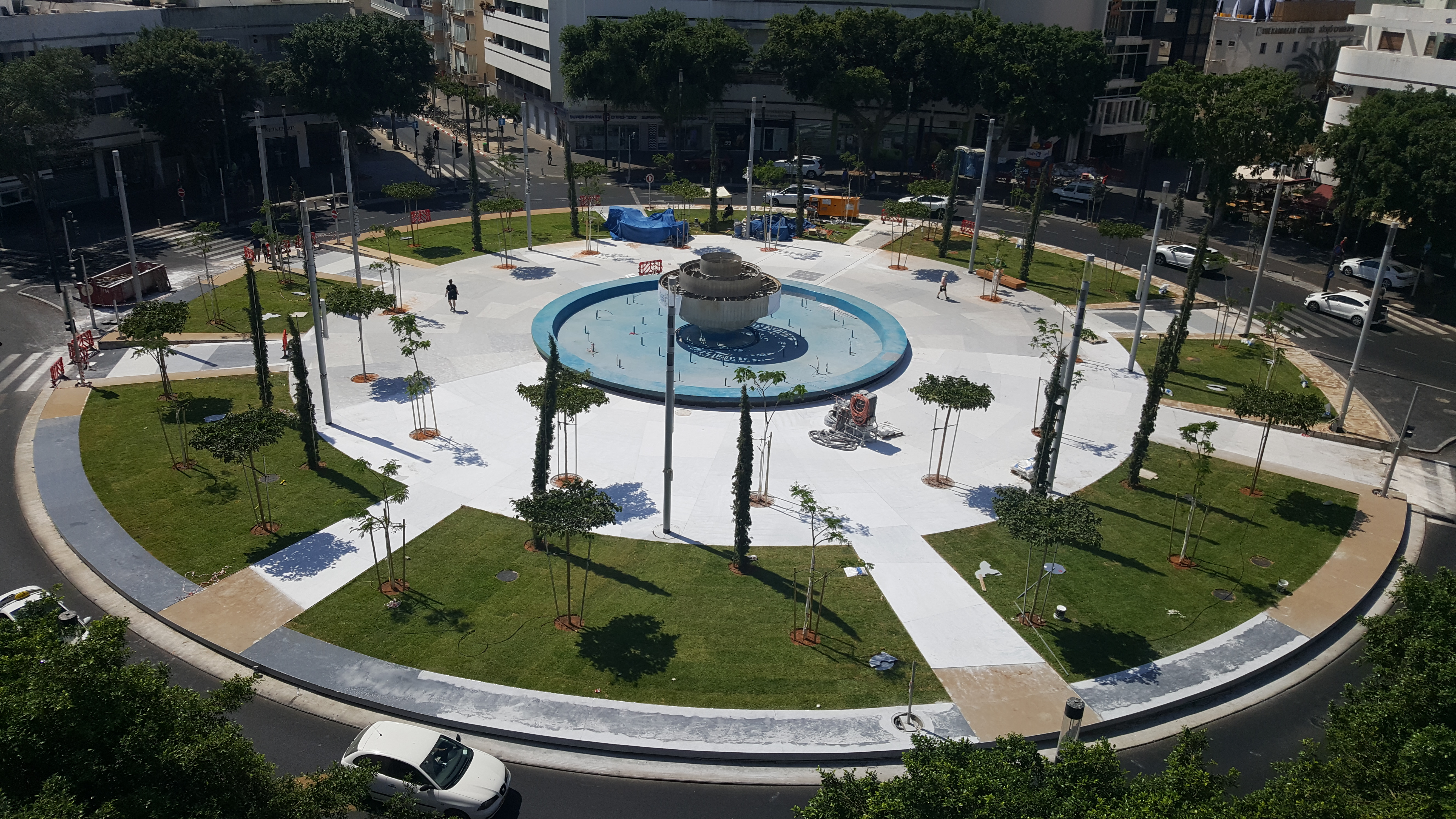
Площа Ціни Дізенґоф — частина комплексу Білого міста Тель-Авіва
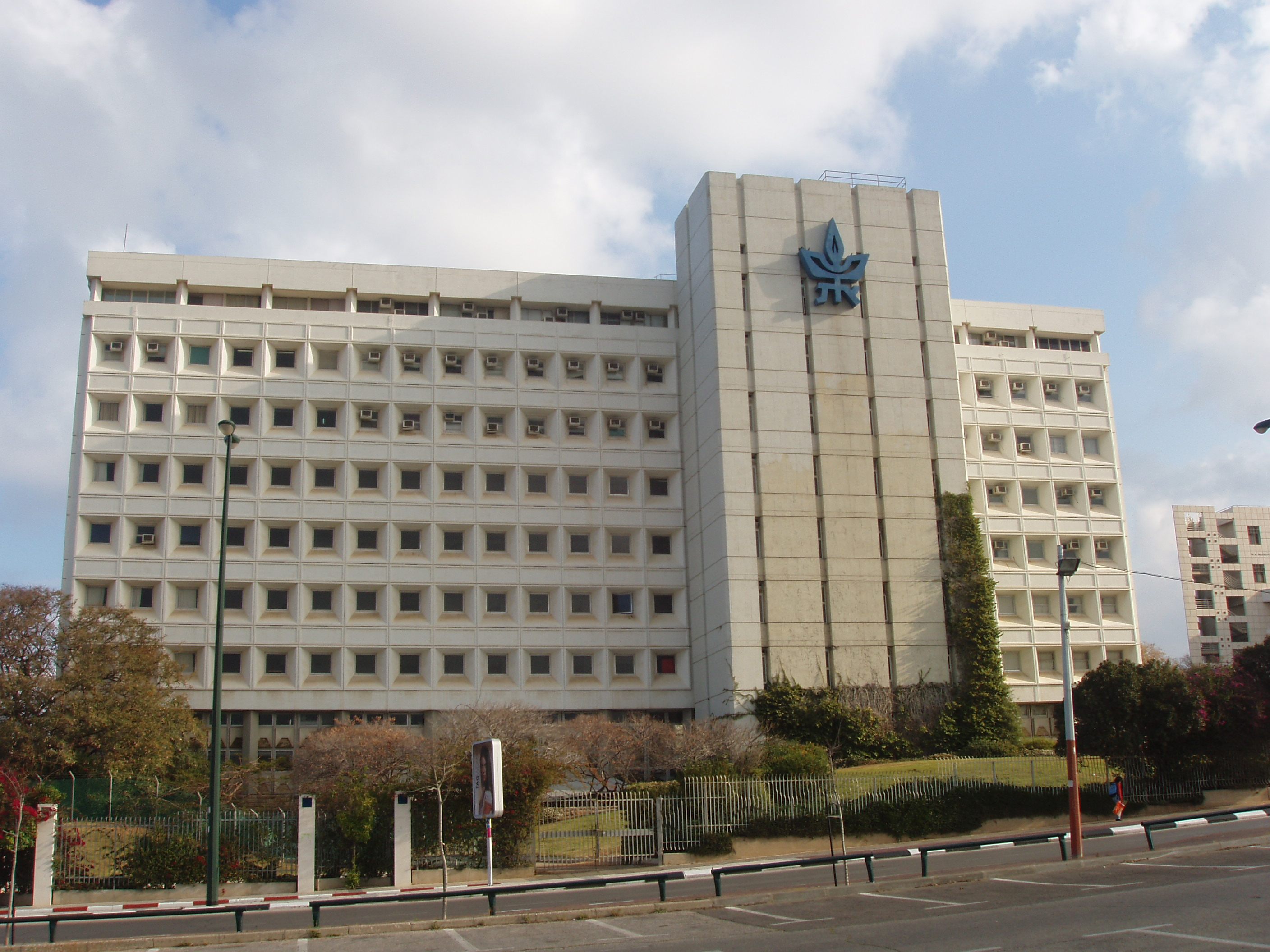
Будівля Суспільної науки Тель-Авівського університету
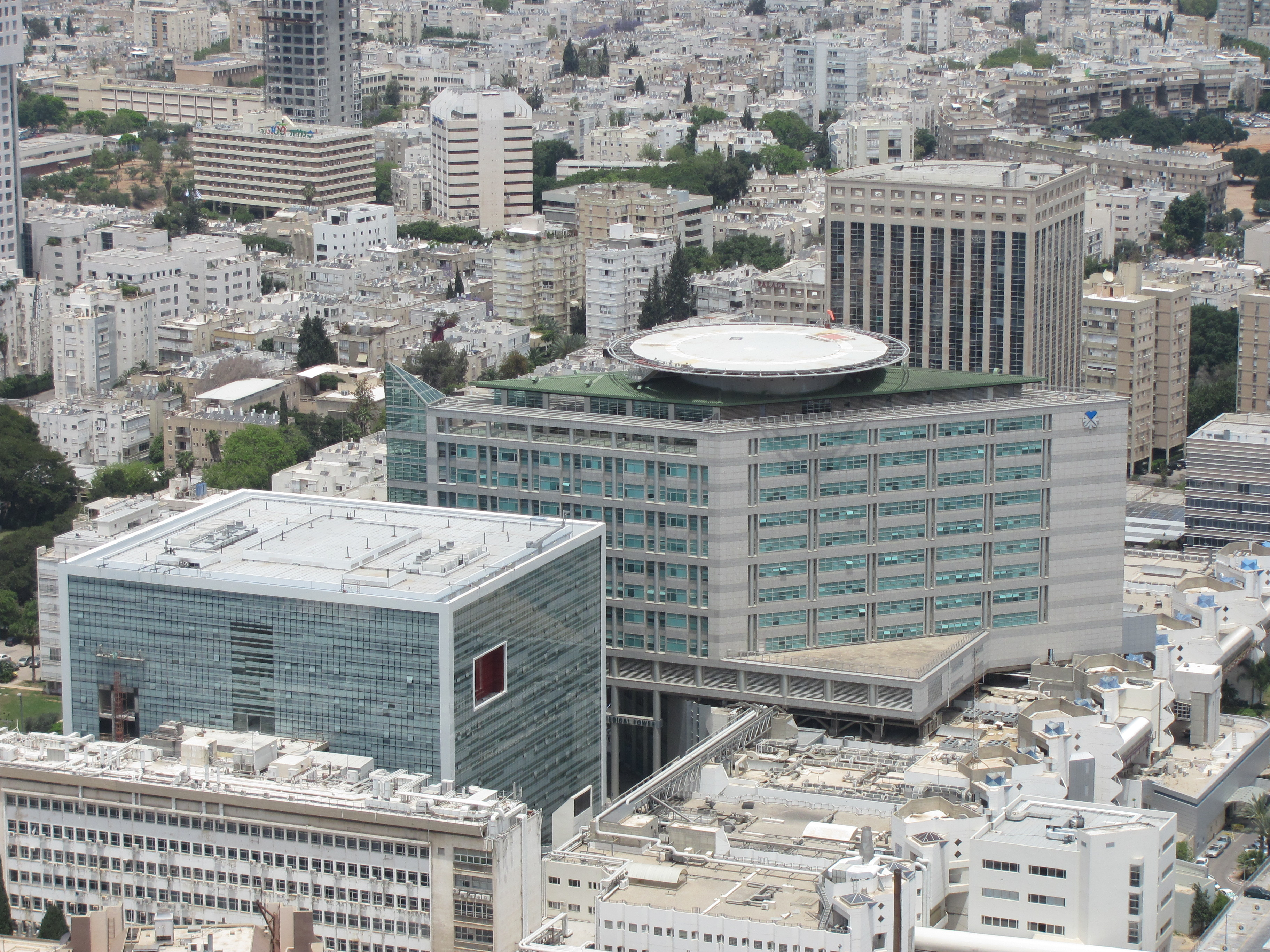
Лікарня Іхілов
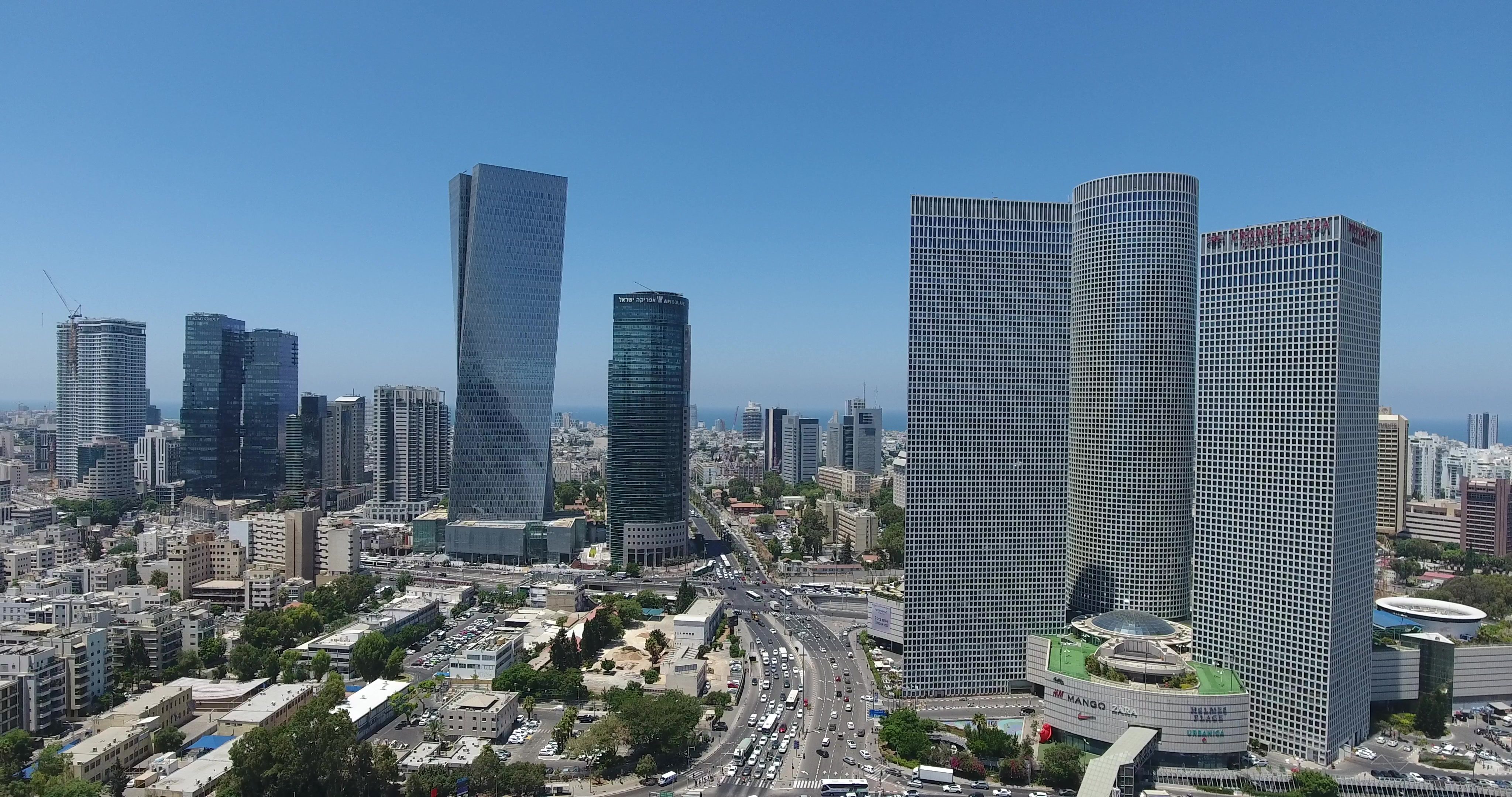
Центр Азріелі, Вежа Кір'я і Вежа Азріелі Сарона
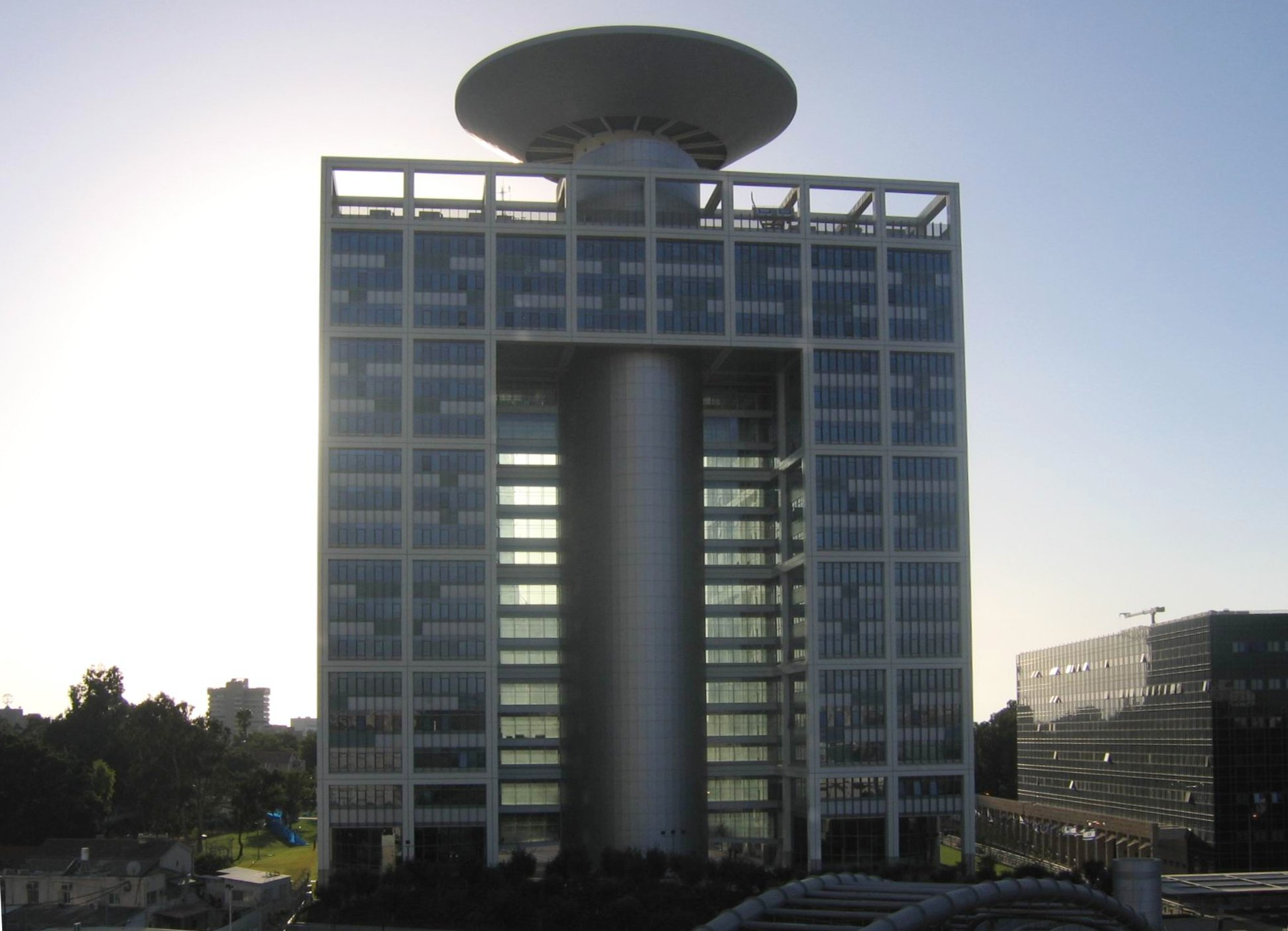
Вежа Маткал
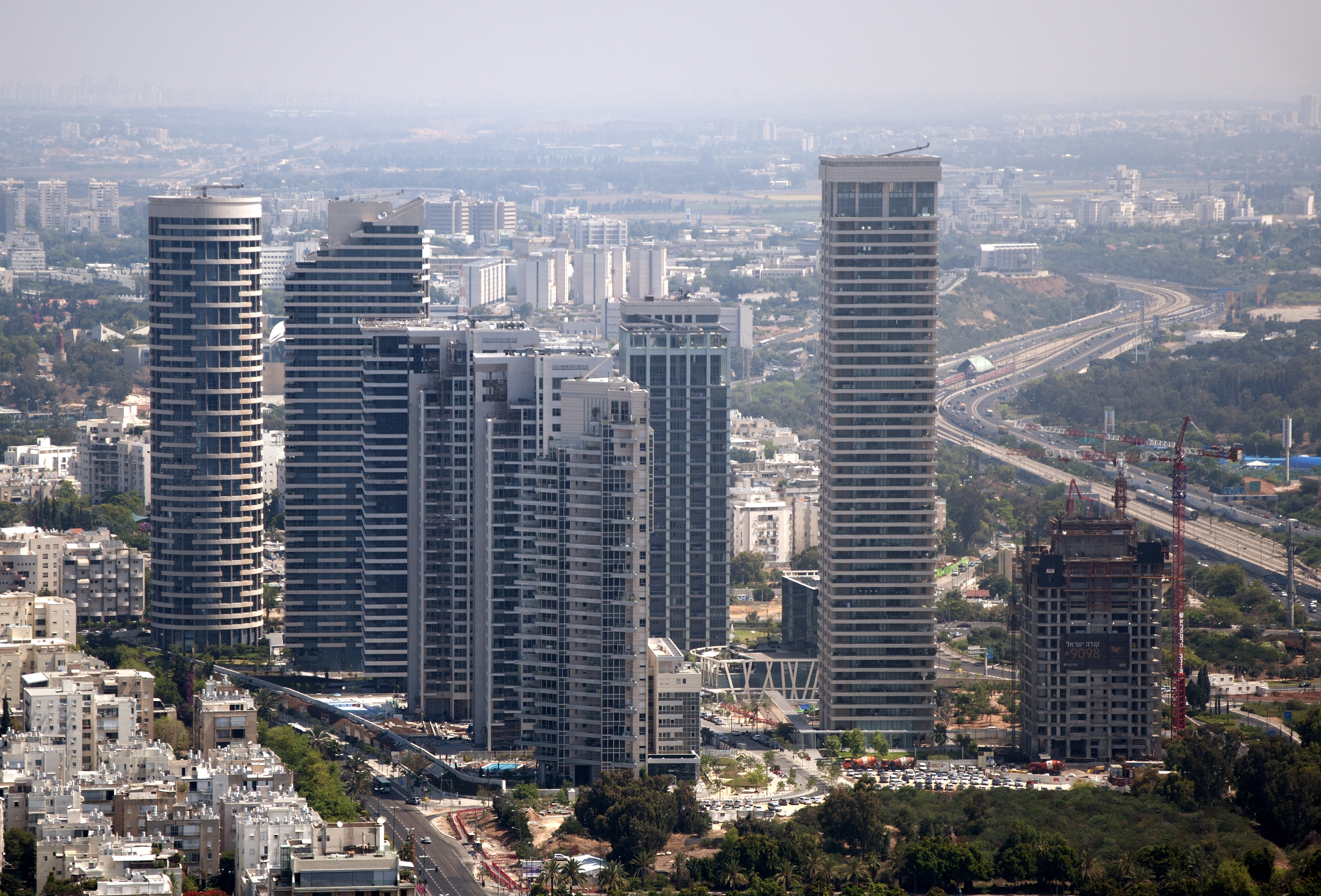
Парк Цамерет
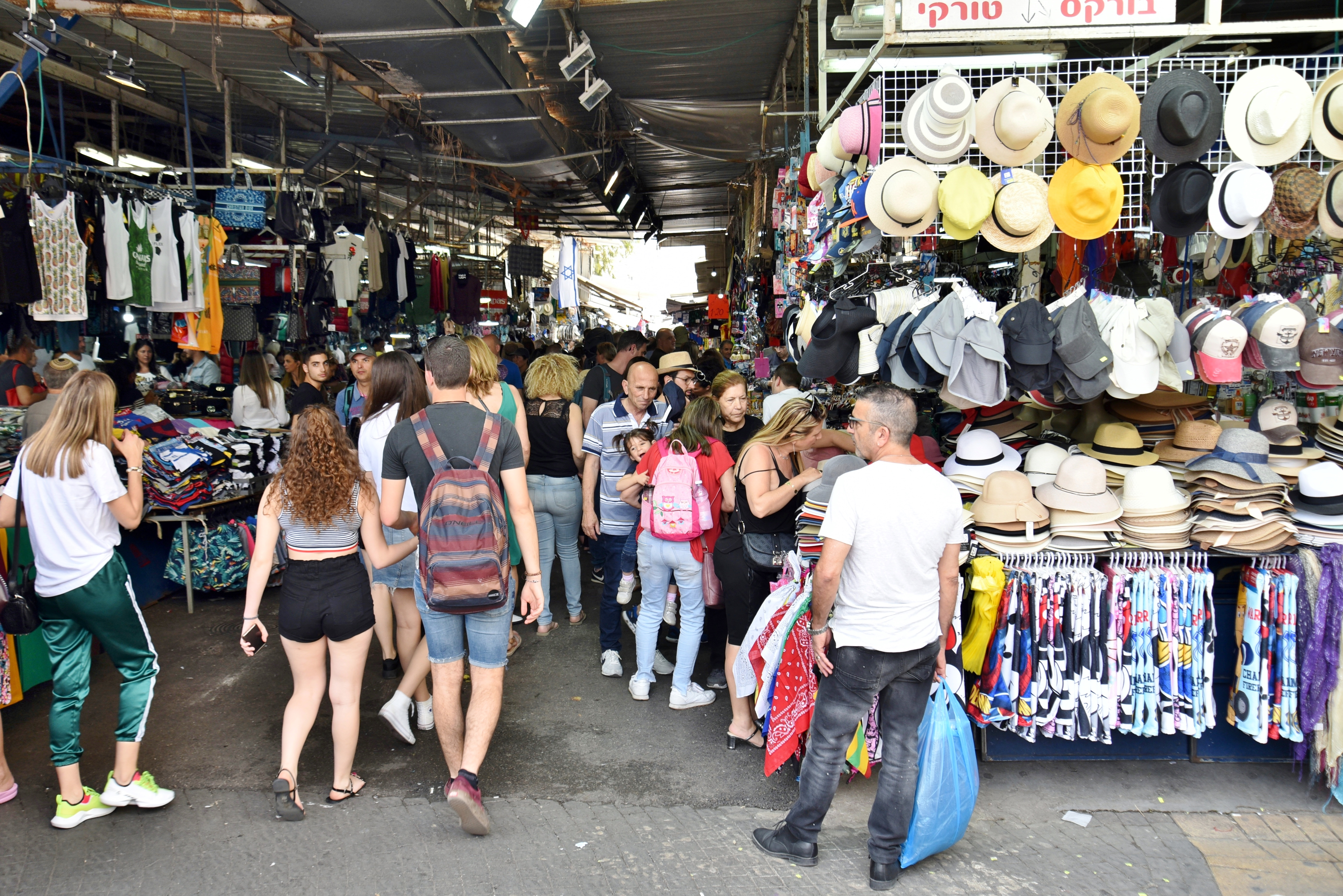
Ринок Кармель
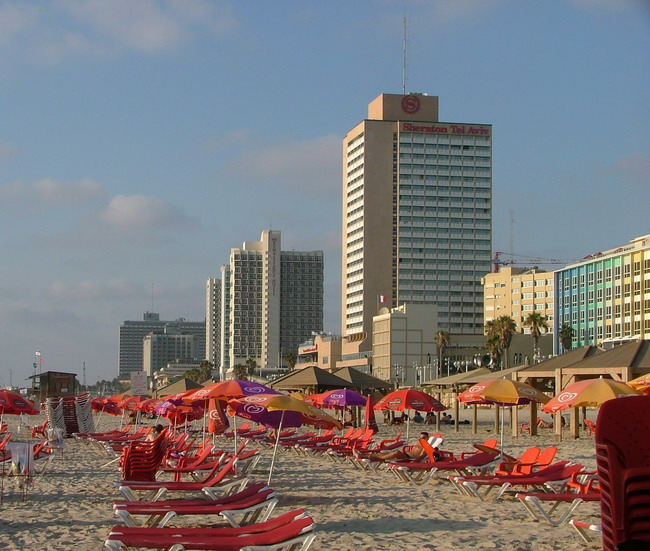
Пляж та готелі
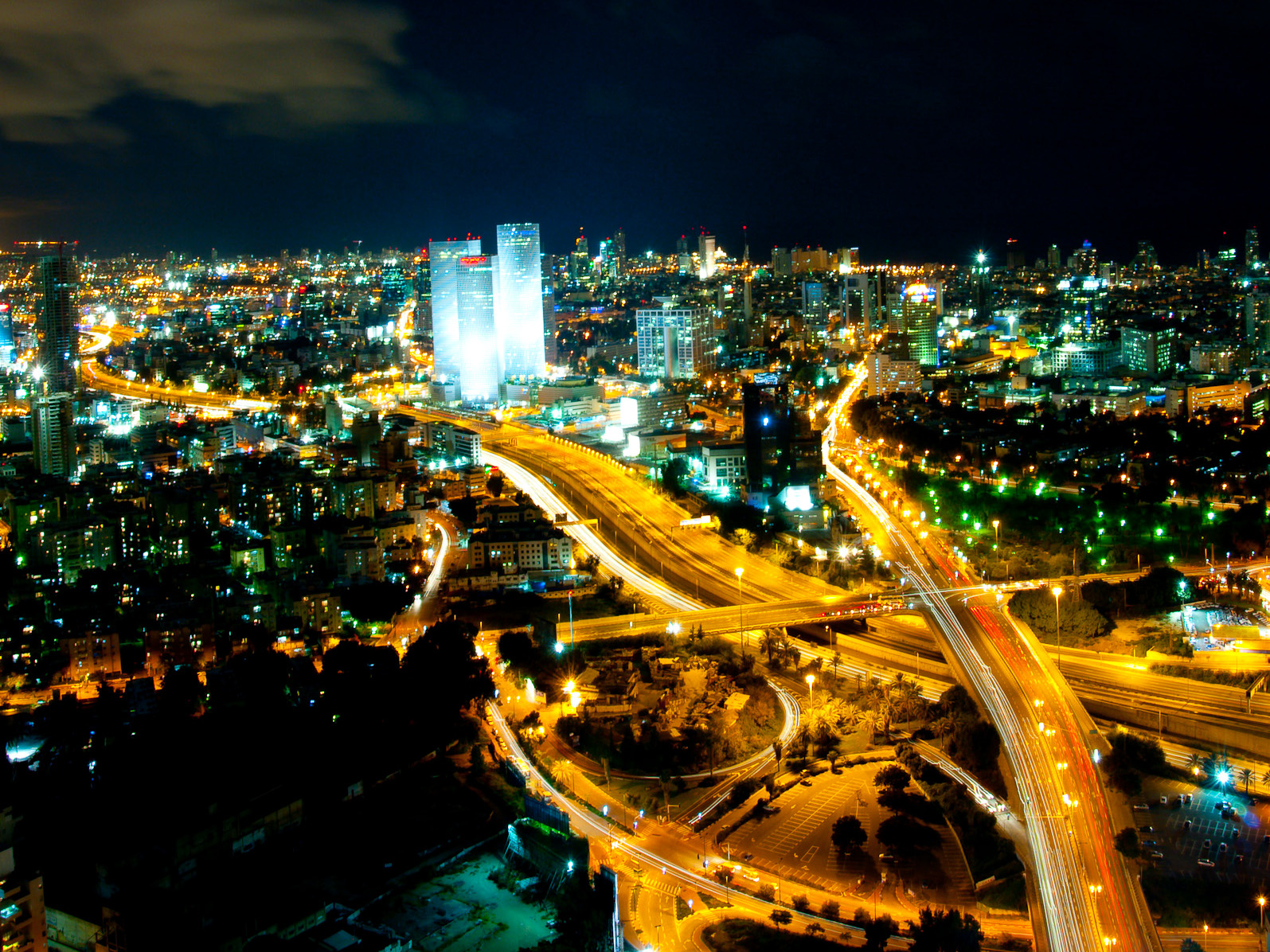
Тель-Авів вночі
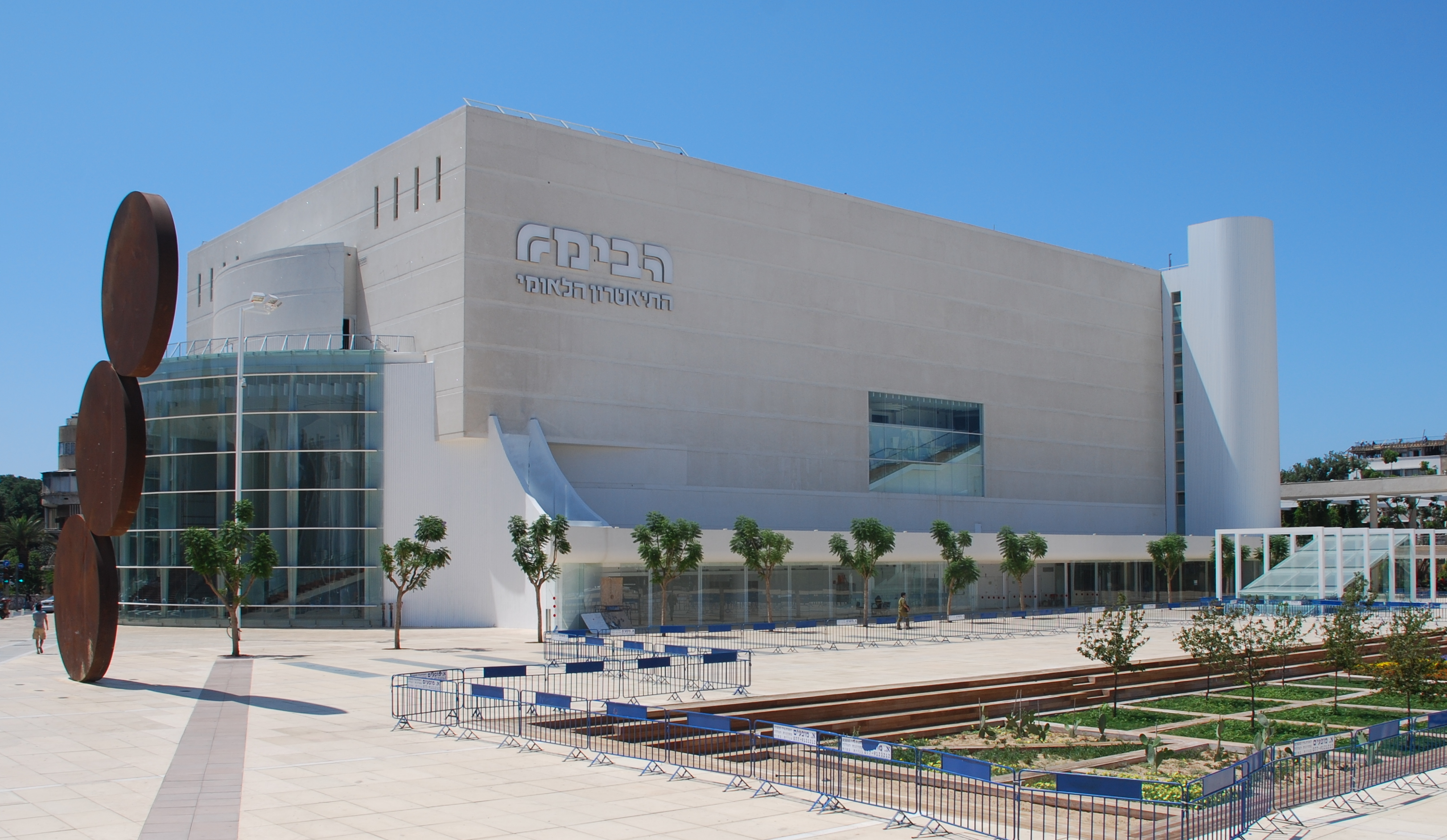
Габіма (Національний театр Ізраїлю)
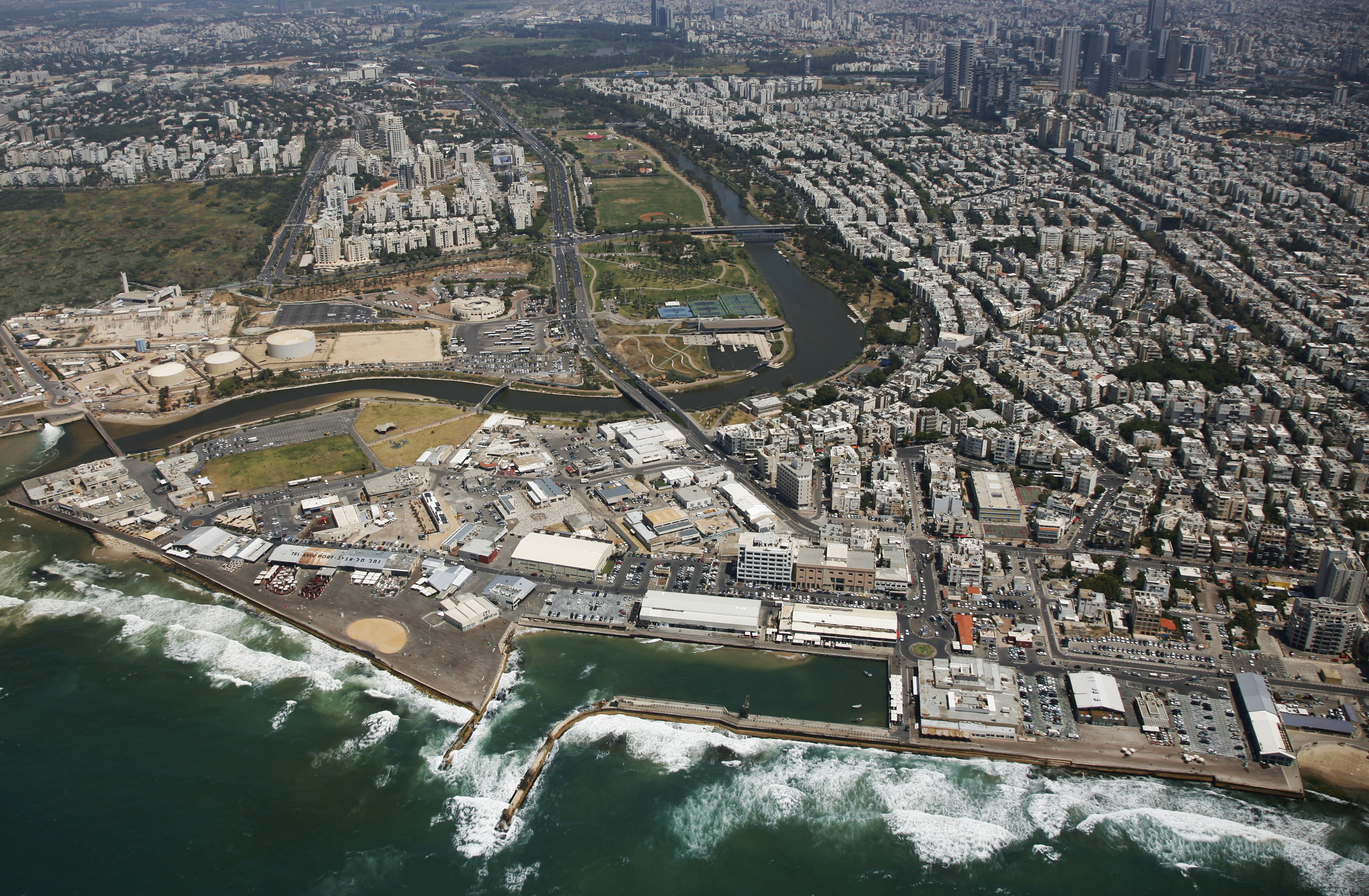
Тель-Авів порт
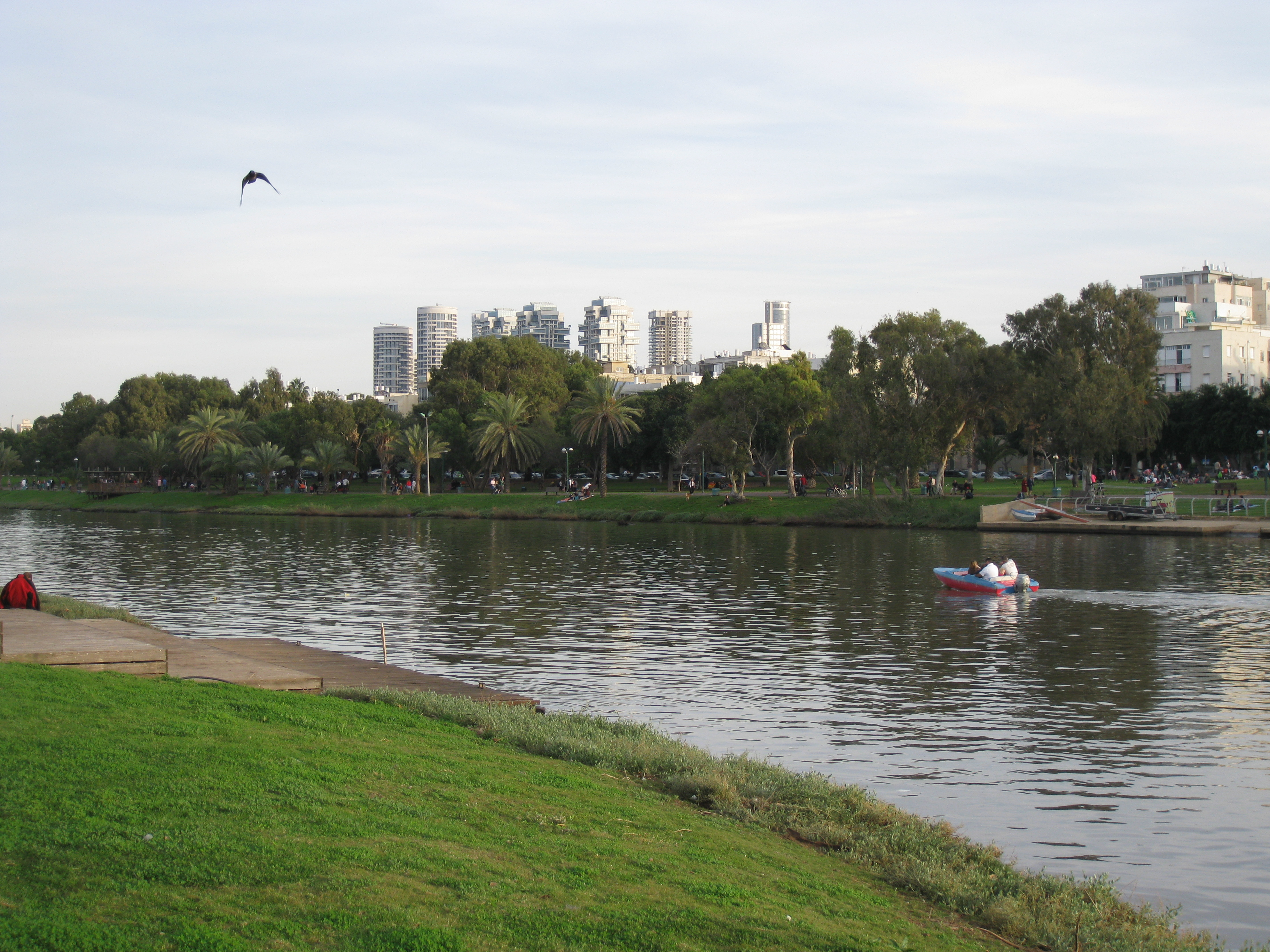
Парк Яркон
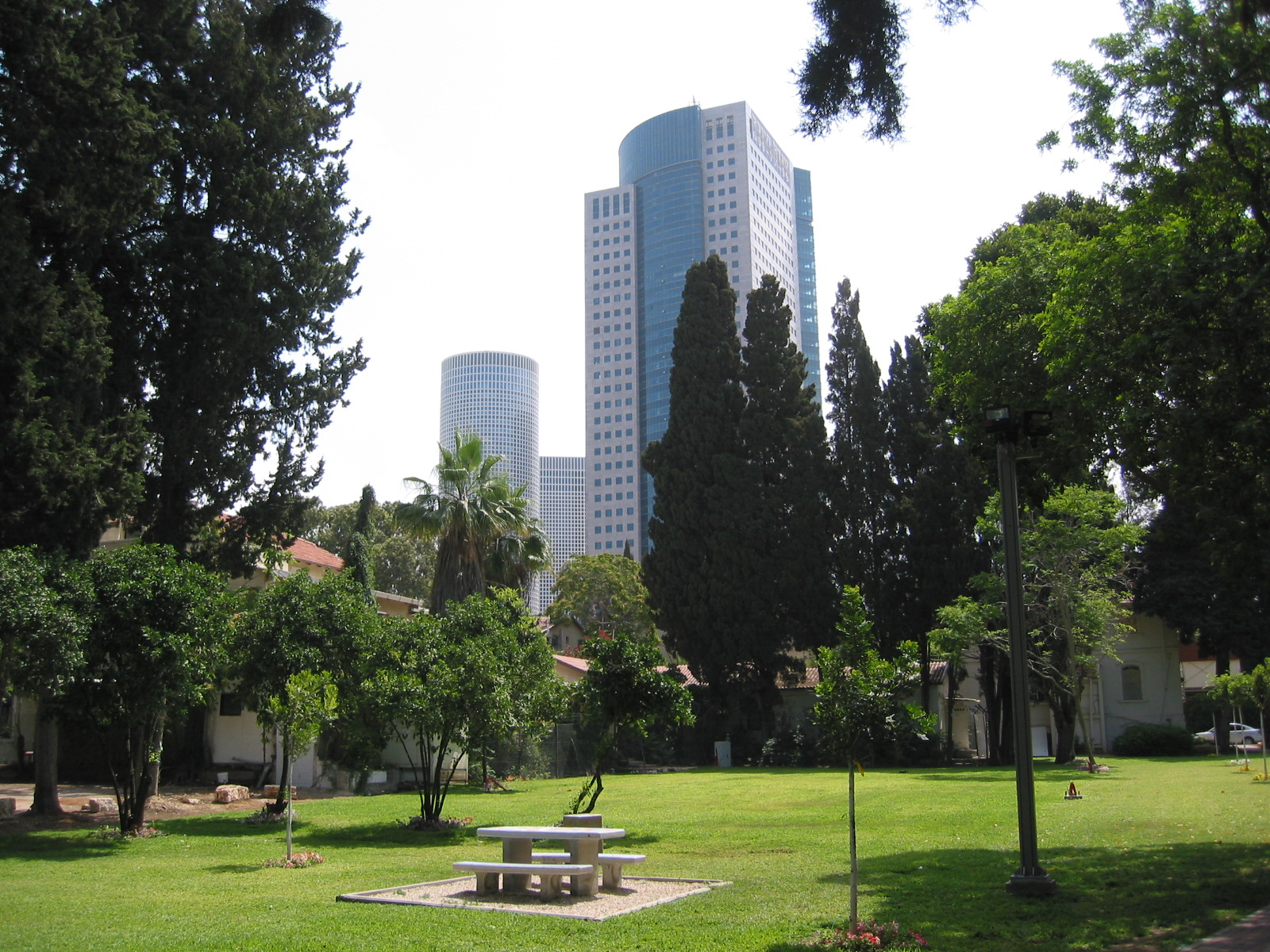
Сарона, старі будинки темплерів  і сучасні висотні будівлі
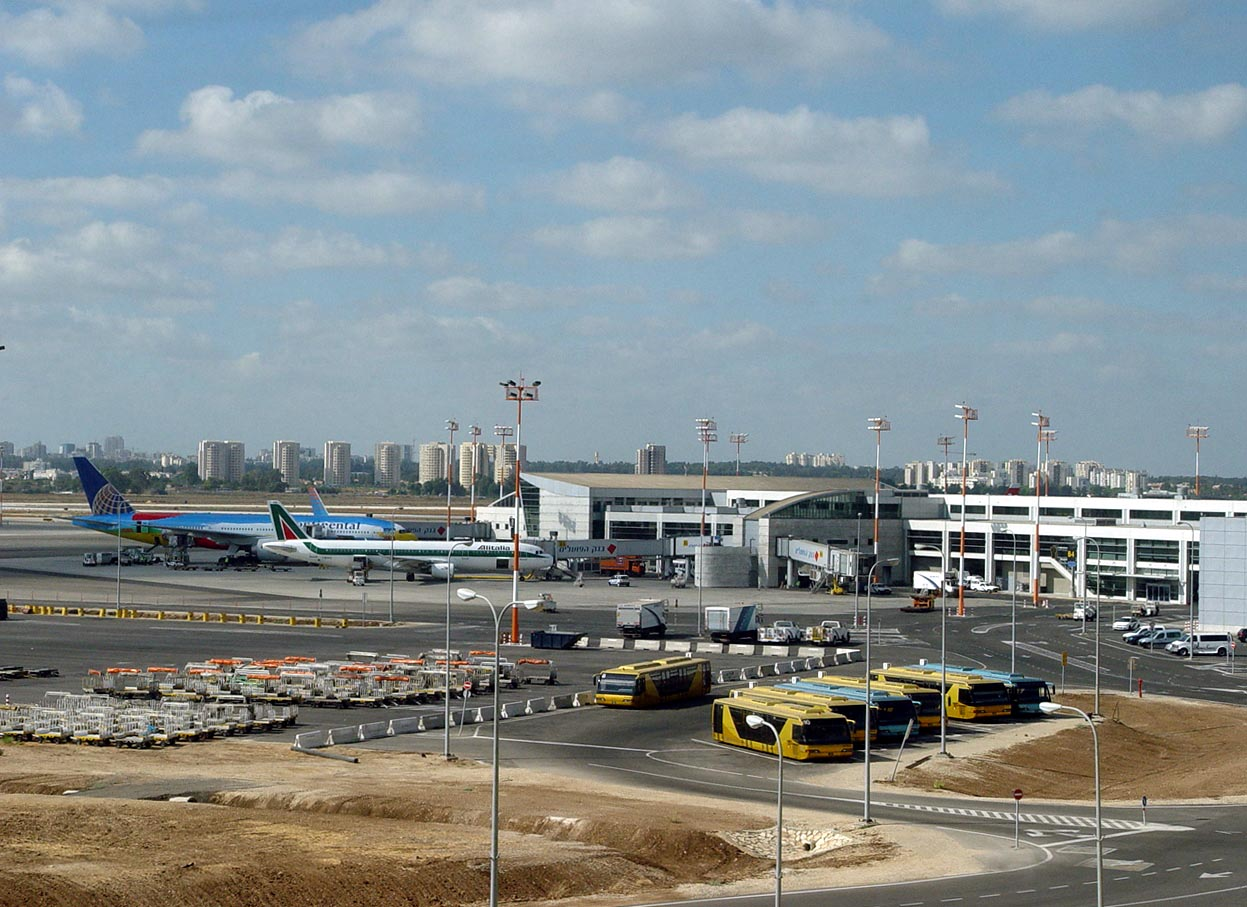
Міжнародний аеропорт імені Бен-Гуріона